# Boffalora sopra Ticino
Boffalora sopra Ticino (Boffalòra sora Tisin in dialetto milanese, AFI: [ˌbufaˈlɔːra ˈsuːra tiˈzĩː], e semplicemente Boffalora fino al 1862) è un comune italiano di 4 063 abitanti sul confine occidentale della città metropolitana di Milano verso il Piemonte, in parte all'interno del Parco Lombardo della Valle del Ticino.
Il paese è attraversato nella sua parte centrale dal Naviglio Grande (che divide il paese in parte alta e parte bassa) e nella parte periferica dal Ticino e fa parte dell'hinterland ovest di Milano e del territorio del Magentino.

## Geografia fisica

### Territorio

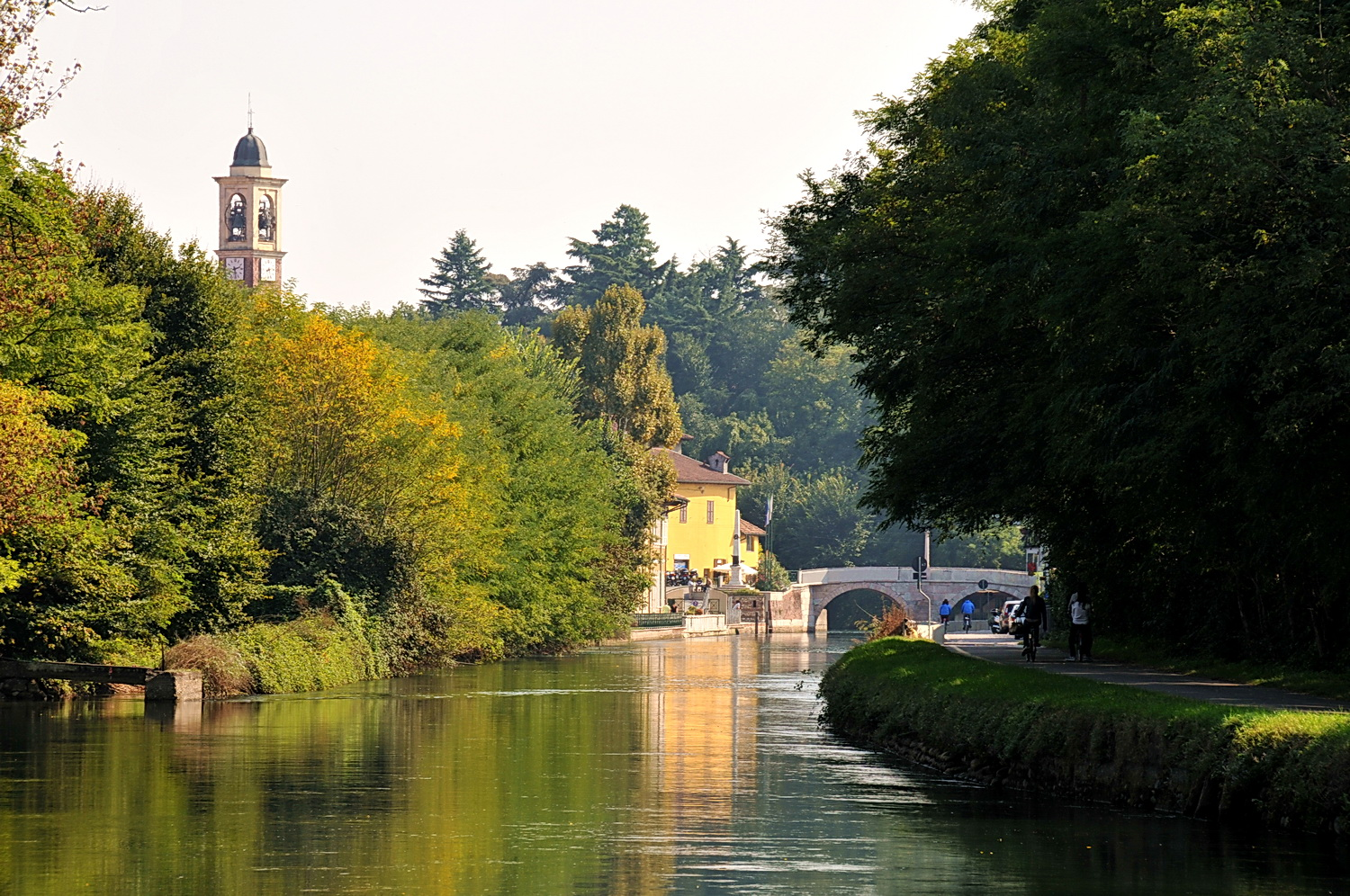
Scorcio del Naviglio Grande a Boffalora sopra Ticino

Il territorio dell'abitato di Boffalora sopra Ticino è diviso in due aree distinte dal corso del Naviglio Grande che attraversa la città nel centro abitato: la prima zona, nell'area nord-orientale del territorio comunale, definita popolarmente "Boffalora alta", comprende il centro cittadino; quella sud-occidentale, definita "Boffalora bassa", è contraddistinta da insediamenti meno fitti e dalla presenza di vegetazione boschiva in vallata, che si estende sino al parco naturale lombardo della Valle del Ticino. Le due zone sono sostanzialmente separate dal Naviglio Grande, e sono collegate tramite uno storico ponte in granito costruito nel 1603 (restaurato in occasione del IV centenario della sua costruzione nel 2003).
Gli insediamenti residenziali più recenti si estendono alle estremità orientale e occidentale del paese, mentre la zona industriale è raccolta in una vasta area sul lato est dell'abitato.
Il territorio di Boffalora si trova all'interno di tre siti classificati come "di importanza comunitaria": i boschi della Fagiana e di Turbigaccio, i boschi di Castelletto e la lanca di Bernate. La zona dei boschi del Ticino è classificata come "Zona di protezione speciale" per la flora e la fauna.
L'unica area umida sul territorio si estende in località Magnana, nella regione a sud del paese, dove si ravvisa anche una forte presenza di vegetazione tipica come la Phragmites australis.

### Geologia e idrografia
Morfologicamente, il territorio è caratterizzato dall'ambiente tipico della pianura padana ma è articolato tra alture, aree discendenti in corrispondenza delle rive dei corsi d'acqua ed aree paludose. L'altitudine media è di 142 m s.m.l..
Aspetto caratteristico dell'idrografia di Boffalora sopra Ticino è la presenza del Naviglio Grande e del fiume Ticino nella parte più ad ovest del comune.
Boffalora sopra Ticino fa inoltre parte del Polo dei Navigli istituito dalla Provincia di Milano.

### Sismologia
Dal punto di vista sismico Boffalora sopra Ticino presenta un rischio molto basso ed è stata classificata come il comune zona 4 (bassa sismicità) dalla protezione civile nazionale.

### Clima
Il clima di Boffalora sopra Ticino è quello continentale, tipico delle pianure settentrionali italiane con inverni freddi e abbastanza rigidi con diverse giornate di gelo, col fenomeno della nebbia accentuato dalla presenza del Naviglio Grande e della vallata del fiume Ticino; le estati, che risentono di elevate temperature che possono superare i 30 °C, presentano una umidità che può raggiungere l'80% causando quel fenomeno di caldo umido comunemente chiamato "afa". L'umidità non è comunque presente solo d'estate, ma è molto elevata tutto l'anno. I dati provenienti dalla vicina stazione meteorologica di Milano Malpensa, ad ogni modo, indicano, in base alla media trentennale di riferimento (1961-1990) per l'Organizzazione Mondiale della Meteorologia, che la temperatura media del mese più freddo, gennaio, si attesta attorno a -4 °C; quella del mese più caldo, luglio, è appena sopra i +28 °C.
Il comune appartiene alla zona climatica E, 2470 GR/G. Boffalora sopra Ticino, come del resto gran parte dei comuni della Pianura Padana, soffre di scarsa ventilazione.
La piovosità si concentra principalmente in autunno e in primavera con un minimo relativo invernale e con una media annua superiore ai 1000 mm, con un minimo relativo invernale.
| Mese                        | Gen  | Feb  | Mar  | Apr  | Mag | Giu  | Lug  | Ago  | Set  | Ott  | Nov | Dic  | Anno  |
| --------------------------- | ---- | ---- | ---- | ---- | --- | ---- | ---- | ---- | ---- | ---- | --- | ---- | ----- |
| Temperatura max. media (°C) | 5    | 8    | 13   | 17   | 21  | 26   | 28   | 28   | 24   | 18   | 11  | 6    | 16.25 |
| Temperatura min. media (°C) | -3   | -2   | 2    | 5    | 10  | 13   | 15   | 15   | 12   | 7    | 2   | -2   | 6.16  |
| Piogge (mm)                 | 59   | 73   | 95   | 104  | 127 | 82   | 55   | 85   | 72   | 110  | 83  | 50   | 82.91 |
| Umidità relativa (%)        | 83   | 80   | 73   | 76   | 75  | 74   | 75   | 75   | 76   | 81   | 84  | 84   | 78    |
| Eliofania assoluta (ore)    | -    | -    | -    | -    | -   | -    | -    | -    | -    | -    | -   | -    | -     |
| Venti (dir.-nodi)           | NW 4 | SW 4 | SW 4 | SW 4 | S 4 | SW 4 | SW 4 | SW 4 | SW 4 | SW 4 | N 4 | SW 4 | 4     |

## Origini del nome
Ad oggi è ancora incerta l'etimologia del nome del paese, ma nel tempo sono state elaborate tre possibili interpretazioni:
- Dalla parola altomedievale di origine tedesca Wulfhari, nome con tutta probabilità di un capo locale. La parola sembrerebbe derivata dall'unione di Wulf ("lupo") e Hari ("armato").
- Dalla fusione delle parole "Boffa l'ora", o "Boffa l'aura" che significa "Soffia il vento". Questa tesi è credibile anche per la particolare situazione geografica del paese, che si estende in parte su una zona rialzata della Pianura Padana.
- Dalla deformazione delle parole tardo-latine Bufalus Ora, "Zona dei bufali". L'area della città nell'alto medioevo era paludosa e con fitta vegetazione, per cui probabilmente vi poteva essere una presenza di questi animali.

## Storia

### Dalle origini al medioevo

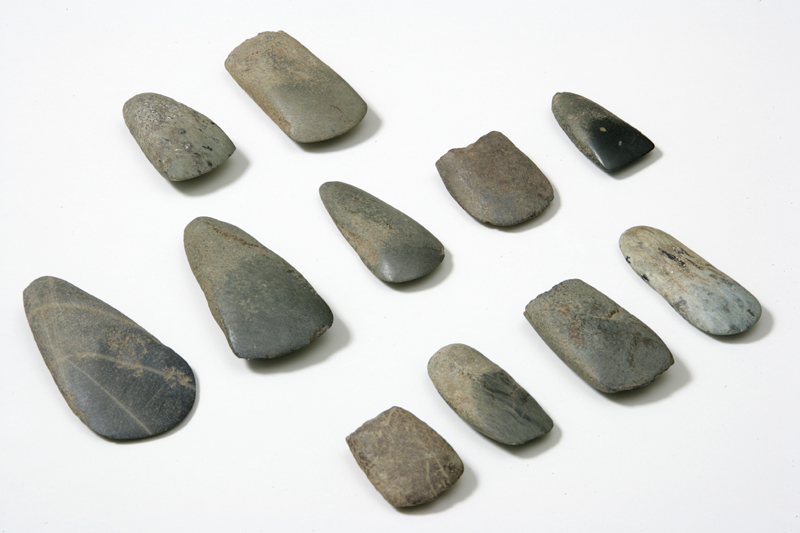
Lame di asce neolitiche simili a quelle ritrovate a Boffalora sopra Ticino

I primi insediamenti nell'area risalirebbero al VI-III millennio a.C. come hanno dimostrato i ritrovamenti di selci scheggiate, lame di asce e materiale vario risalente al periodo neolitico rinvenuti in loco negli anni '80 del Novecento all'altezza delle cascine Calderara e Cattabrega (quest'ultima posta nel vicino comune di Bernate Ticino, nella parte del paese digradante verso la piana del Ticino). Nei medesimi luoghi vennero anche ritrovati fittili e tegole di terracotta facenti parte di tombe di epoca romana.
All'epoca celtica risalirebbero i primi scontri in loco tra gli uomini di Belloveso e quelli degli insediamenti etruschi stabilitisi qui attorno al VI secolo risalendo il Po e quindi il Ticino. In epoca romana, non lontano dal borgo, si ritiene si sia svolto lo storico scontro tra Annibale e Scipione del 218 a.C.
Il primo insediamento abitativo sorto nel luogo di Boffalora è documentato nel 1180, durante i lavori di realizzazione del Naviglio Grande. Probabilmente il paese è nato come cantiere stabile per gli scavi, e in seguito si è evoluto in un vero e proprio borgo grazie alla sua posizione strategica dovuta alla vicinanza alle acque del Ticino e ai suoi ricchissimi boschi, al passaggio del canale, ai terreni fertili e alla distanza intermedia tra i centri abitati di Milano e Novara.
Boffalora sopra Ticino è stato teatro di numerosi scontri anche nell'epoca medievale, tra cui quello tra Federico II e le forze milanesi del 1º novembre 1245, durante il quale i sostenitori della causa comunale capeggiati da Gregorio da Montelongo riuscirono a sconfiggere gli imperiali, impedendo loro di passare il canale a Boffalora per dirigersi alla conquista di Milano. Seppur non citate direttamente nelle cronache dello scontro, con tutta probabilità nella schermaglia ebbero un ruolo rilevante l'altura naturale su cui oggi sorge villa Giulini, oltre al torrione medievale di cui ancora oggi rimane traccia nell'abitato.

### Il periodo visconteo e l'età moderna

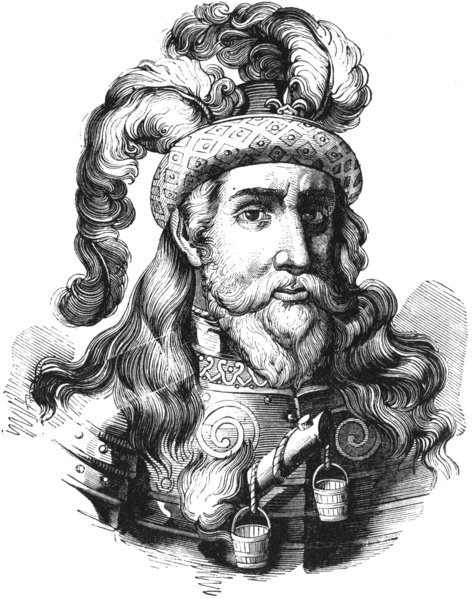
Galeazzo II Visconti impose al borgo di Boffalora lo status di feudo nel 1341

Galeazzo II Visconti, signore di Milano, impose a Boffalora lo status di feudo nel 1341 e la cittadina venne quindi assegnata al politico e giurista napoletano Niccolò Spinelli. Gli Spinelli furono ad ogni modo solo titolari del feudo, dove continuò ad imperare l'influente famiglia dei Crivelli che vi apportò importanti benefici, come la costruzione nel 1346 della Roggia Cornice, sfruttata nell'ambito agricolo ed artigianale locale anche nei secoli successivi. Nel 1396 il duca Gian Galeazzo Visconti accorpò parte delle terre del feudo ai possedimenti gestiti dai monaci della Certosa di Pavia.
Nel 1451, dopo l'estinzione in linea maschile della famiglia Spinelli, il feudo di Boffalora tornò al Magistrato Straordinario dello Stato di Milano senza ulteriori feudatari in quel secolo. Sempre su iniziativa dei Crivelli, venne costruita nel 1493 la prima chiesa parrocchiale locale per servire i 160 abitanti che popolavano il borgo all'epoca.
Nel 1545, venne aperta a Boffalora una stazione di posta e cambio cavalli presso la locale Osteria Grande, elemento che condizionerà l'economia del paese per tutti i secoli a seguire sino alla seconda metà dell'Ottocento: il borgo divenne luogo di passaggio obbligato per tutte le merci e le persone che transitavano in direzione Torino-Milano lungo l'allora Strada Regia.

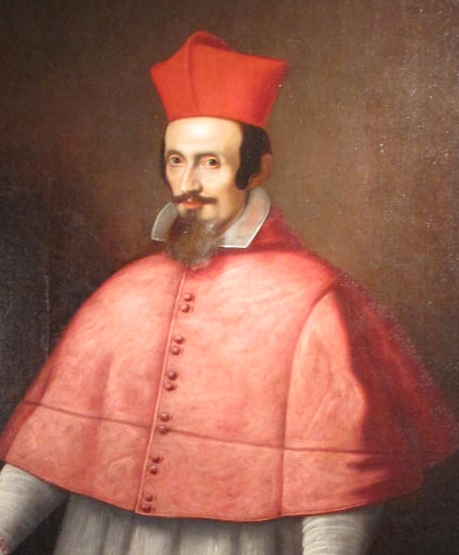
Nel 1644, l'arcivescovo milanese Cesare Monti ed il nobile Giacinto Orrigoni istituirono a Boffalora una sede della "Pia Casa di Santa Pelagia" per il ricovero di prostitute redente e ragazze povere e senza dote, una delle istituzioni caritatevoli più importanti nella storia del borgo

Il 3 aprile 1570, il borgo di Boffalora venne visitato dall'allora arcivescovo di Milano, il cardinale Carlo Borromeo che decretò il primo significativo ampliamento della chiesa parrocchiale locale per far fronte alle esigenze degli abitanti, saliti ora di numero a 294. Nuovi lavori verranno indetti dal cugino Federico Borromeo in visita all'inizio del XVII secolo, mentre il cardinale Cesare Monti amministrerà per la prima volta la cresima nel borgo in occasione della sua visita pastorale del 1646. Due anni prima lo stesso arcivescovo milanese aveva istituito presso la "Pia Casa di Santa Pelagia" destinata ad accogliere prostitute redente e ragazze povere e senza dote, la quale si dotò di una propria sede a Boffalora grazie alla munificenza del nobile Giacinto Orrigoni.
La storia del paese in questo periodo diviene sempre più strettamente legata al Barchètt, una barca corriera che effettuava un servizio di trasporto fluviale lungo il Naviglio, collegando il paese a Milano. Il servizio è documentato sin dal 1645, ed è continuato ininterrottamente sino all'inizio del XX secolo.
A partire dal 28 febbraio 1750, il borgo venne infeudato ai monaci della Certosa di Pavia a fronte del pagamento di 45.000 lire, i quali ne presero ufficialmente possesso dall'8 marzo successivo. Tale condizione di feudalità permarrà solo fino al 1786 quando, con la soppressione del monastero della Certosa, il feudo tornerà alla Regia Camera di Milano. Sempre nel 1786 Boffalora fu inserita nella provincia di Pavia.
Il Settecento è anche il secolo che vide il borgo di Boffalora al centro dell'interesse di numerose famiglie nobiliari milanesi, che vi stabilirono dimore di villeggiatura, lasciando ad oggi preziose testimonianze di questo fatto con le ville Calderari e Giulini, quest'ultima abitata in villeggiatura dal celebre storico milanese Giorgio Giulini.

### L'Ottocento e la battaglia di Boffalora

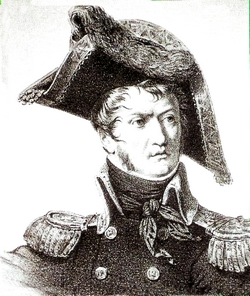
Il generale Guillaume Philibert Duhesme che guidò l'avanzata dei Napoleonici verso Boffalora nel 1800

Con la calata napoleonica in Italia, Boffalora si trovò sul fronte degli scontri ed il 31 maggio 1800 il suolo boffalorese assistette al passaggio del Ticino da parte dell'armata del generale Guillaume Philibert Duhesme che creò così un attacco diversivo mentre, presso la vicina Turbigo, Napoleone combatteva gli austriaci per il passaggio del guado sul Naviglio. Dopo l'invasione lombarda e la proclamazione dell'impero, tra le opere più rilevanti volute dal Bonaparte sul territorio boffalorese, vi fu indubbiamente la costruzione di un ponte in granito (tuttora esistente) così da rendere più rapidi gli spostamenti delle truppe tra il Piemonte e la Pianura Padana. Il ponte divenne negli anni il fulcro strategico delle operazioni militari nella Lombardia occidentale ed uno dei principali obiettivi nei conflitti della prima e della seconda guerra d'indipendenza italiana per tutti gli schieramenti in campo.
L'economia dell'abitato di Boffalora venne gravemente compromessa nel 1836 quando, con l'inaugurazione della dogana austriaca della vicina Pontenuovo di Magenta e la costruzione del relativo nuovo stradone verso la vallata e verso il ponte sul Ticino, la cittadina cessò dopo secoli di essere il principale punto di attraversamento del Naviglio Grande verso il Piemonte.

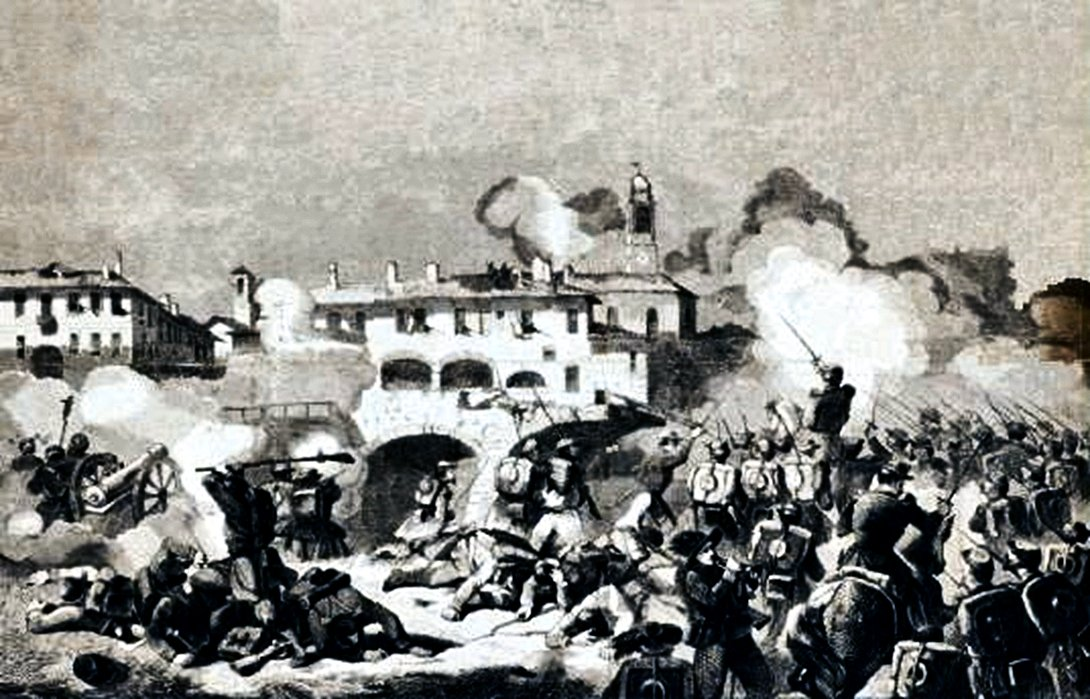
La presa di Boffalora durante la battaglia del 1859, in una stampa di Pietro Vajani del XIX secolo

Il 4 giugno 1859, durante la Battaglia di Magenta, le forze Franco-Piemontesi e gli Austriaci vennero a contatto reciproco ancora una volta sul territorio di Boffalora (Battaglia di Boffalora), per poi spostarsi con l'avanzamento delle forze d'oltralpe verso il più grande centro abitato di Magenta per il famoso scontro di quella giornata. Con l'unità d'Italia Boffalora passò dalla provincia di Pavia a quella di Milano.
Nel 1868 un'alluvione portò il Ticino ad esondare in vallata, rompendo gli argini, ma salvando così i principali ponti carrozzabili della zona. Le acque entrarono anche nel territorio di Boffalora ma si fermarono miracolosamente dopo aver invaso il Santuario della Madonna dell'Acquanera, in località Magnana, al limitare dell'abitato, dove è ancora oggi riportata la quota raggiunta dal fiume.

### Il Novecento

De Gaulle e Gronchi in visita in occasione del 100º anniversario della Battaglia di Magenta.

Nel Novecento il paese crebbe di dimensioni, e nuovi insediamenti agricoli vennero fondati nelle campagne circostanti.
Il 4 giugno 1909 venne inaugurato il monumento cittadino alla Battaglia di Boffalora in occasione del 50º anniversario dello scontro, alla presenza del duca di Genova, Tommaso di Savoia, in rappresentanza del governo.
Nel 1913 l'economia locale subì una forte battuta di arresto a causa della cessazione del servizio di trasporto regolare come barca corriera del Barchétt.
Durante la Grande Guerra, Boffalora sopra Ticino ebbe in tutto 44 caduti Tra questi vi fu anche un emigrato boffalorese, Emilio Rolla, che morì combattendo per l'esercito statunitense e al quale venne dedicata una la 15ª sezione della American Legion.
Durante la seconda guerra mondiale le postazioni sul Ticino ritornarono ad assumere la loro funzione strategica grazie ancora una volta al ponte sul Ticino che in quest'occasione rappresentò il punto chiave delle comunicazioni italo-tedesche; questo sopravvisse pressoché indenne e transitabile agli intensissimi bombardamenti alleati del 1943. La presenza del ponte e delle industrie della zona portò un grande dispiegamento di forze di contraerea tedesche e repubblichine durante l'ultima fase del conflitto, protette all'interno dei fitti boschi, finché il 29 aprile 1945 il paese venne liberato dagli Americani.
Il 23 giugno 1959, in occasione dei festeggiamenti per il primo centenario della Battaglia di Magenta, il paese (come la vicina Magenta poi) venne visitato dal presidente italiano Giovanni Gronchi e da quello francese Charles de Gaulle assieme ai discendenti del maresciallo Mac-Mahon.

### Simboli
Stemma
La descrizione araldica dello stemma è la seguente:
Lo stemma venne concesso al comune di Boffalora sopra Ticino, assieme al gonfalone, con regio decreto del 9 novembre 1933. L'elemento più significativo presente all'interno dello stemma comunale di Boffalora sopra Ticino è indubbiamente il ponte. Esso richiama all'elemento fondamentale per lo sviluppo del borgo sin dalle epoche più antiche anche se esso non vuole esplicitamente richiamare il ponte sul Naviglio Grande in quanto si presenta mattonato a tre arcate. Il riferimento è dunque a Boffalora sopra Ticino come un luogo di transito da una sponda all'altra prima del Ticino e poi dello stesso Naviglio. Sopra il ponte è presente un gonfalone rosso con una croce d'argento, posto in sbarra, che rimanda alla bandiera dei Savoia che grazie alla battaglia di Boffalora riuscirono a penetrare in Lombardia e ad annettere il milanese nel 1859.
Gonfalone
(R.D. 9 novembre 1933)
Bandiera

## Monumenti e luoghi d'interesse

### Architetture religiose

#### Chiesa parrocchiale di Santa Maria della Neve

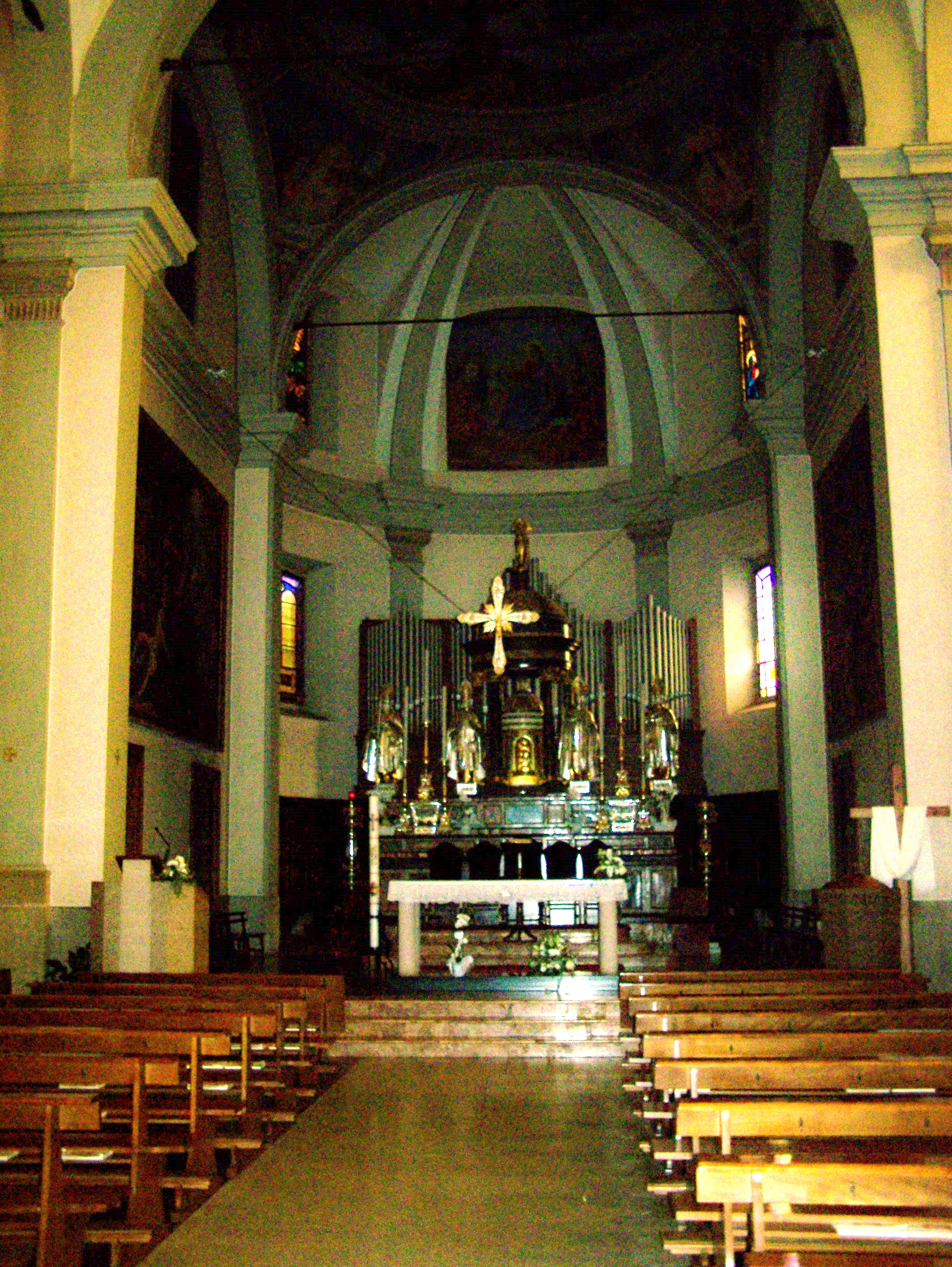
Interno della chiesa parrocchiale di Santa Maria della Neve a Boffalora sopra Ticino

La chiesa parrocchiale di Boffalora è dedicata a Santa Maria della Neve, patrona essa stessa del Naviglio Grande presso il quale la chiesa si trova in quanto i lavori di escavazione del canale ebbero inizio il 5 agosto 1280.
La chiesa antica , venne costruita con l'opera e i fondi della cittadinanza boffalorese grazie alla donazione di un terreno operata dalla nobile famiglia dei Crivelli e la struttura venne consacrata l'11 maggio 1493 per opera di monsignor Giacomo de Viola, vescovo titolare di Laodicea e delegato dell'arcivescovo di Milano, il quale provvide contemporaneamente alla nomina del primo parroco della città nella persona di Ambrogio de Parodis, canonico e cappellano personale del prevosto di Corbetta, Pietro Casola.
Già a metà del Settecento, però, con l'ingrandirsi dell'abitato, essa era divenuta insufficiente ad accogliere un sempre crescente numero di fedeli. Fu pertanto nel 1788 che si decise la costruzione della nuova parrocchiale, non distante dalla precedente, più vicina al Naviglio Grande e nei pressi anche delle principali vie di comunicazione del paese, visibile in quanto posta sopra una collinetta naturale. I lavori iniziarono il 29 aprile 1792 su progetto dell'architetto Giulio Gallieri (delegato della Fabbrica del Duomo di Milano) con la benedizione della prima pietra da parte del parroco Faustino Della Volta e terminarono due anni dopo con la consacrazione del nuovo edificio di culto.

#### Santuario della Madonna dell'Acquanera

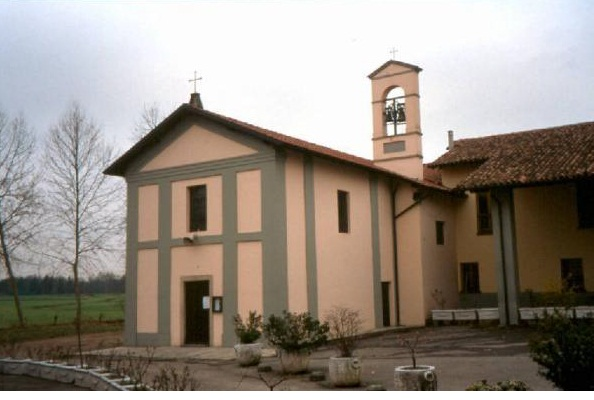
Il santuario della Madonna dell'Acquanera

Posto nel vallone lungo le sponde del Ticino, il Santuario della Madonna dell'Acquanera (popolarmente e dialettalmente definita impropriamente anche Acquanegra) è un luogo di venerazione mariano di notevole impatto sul territorio boffalorese, a cui vengono donati numerosi ex voto.
La chiesetta è annessa all'omonima cascina e si trova ancora oggi immersa nel verde della campagna della vallata che digrada verso il Ticino. Il cascinale venne costruito nel Settecento su una proprietà della famiglia Crivelli che, per prima, iniziò a raccogliervi delle offerte sino all'intimo di cessazione pervenutole nel 1701 ad opera di monsignor Ortensio Visconti Aicardi, all'epoca vicario generale dell'arcidiocesi di Milano, il quale stabilì che le offerte dovevano andare in consegna interamente al prevosto di Corbetta. Per meglio sopperire alle esigenze religiose degli abitanti in loco, al termine della dominazione napoleonica, il proprietario Antonio Vitali vi fece costruire anche l'attuale cappella e la aprì al pubblico con atto notarile del 4 marzo 1816, affidandone l'amministrazione al parroco di Boffalora, don Faustino della Volta. La motivazione per la costruzione di questo luogo di culto era da ricercarsi nella volontà di proteggere un'antica immagine della Madonna alla quale la popolazione locale tributava venerazione in virtù di un miracolo avvenuto poco prima che aveva visto un carro trainato da cavalli precipitato nel Ticino per il cedimento del ponte su cui transitava e che poi miracolosamente aveva riguadagnato la riva dopo la caduta, senza danni a cose o persone.
La chiesa venne infine solennemente inaugurata il 24 marzo 1816 e da allora vi si poté celebrare il culto.
La struttura della chiesa è a capanna ed all'interno presenta un'unica aula con altare maggiore. Sul muro di destra si trova una tacca commemorativa con l'altezza delle acque nelle principali esondazioni del Ticino, tra cui quella del 1868 che la tradizione popolare vuole essere stata fermata proprio dalla Madonna. L'organo è assente, ma si sa che per l'inaugurazione ne venne affittato uno positivo dalla fabbrica Prestinari di Corbetta. La piccola chiesa è sede dell'annuale Festa dell'Acquanera che si svolge in marzo. La santa messa si svolge ogni sabato alle 16.30.

#### Chiesa della Santa Famiglia Nazarena

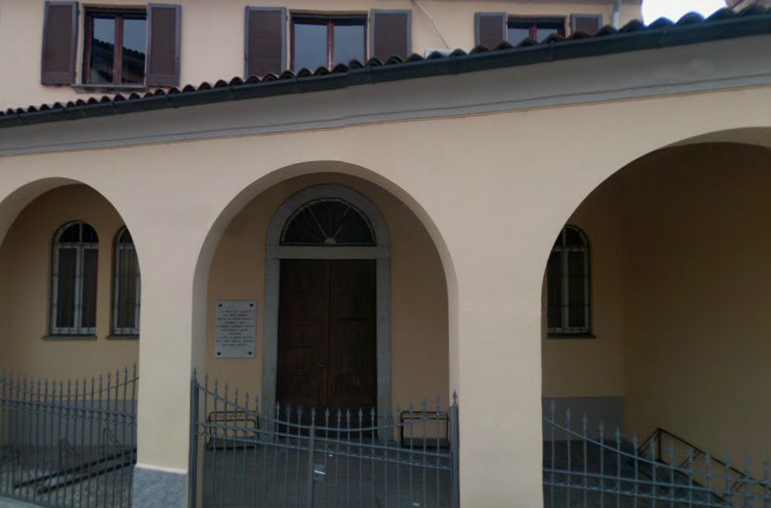
L'ingresso porticato della Chiesa della Santa Famiglia Nazarena

A seguito dell'acquisizione di Villa Calderari in piena seconda guerra mondiale, il parroco di allora in paese, don Giuseppe Sironi, iniziò il restauro degli ambienti esterni e decise di convertire l'antica scuderia del palazzo per realizzarvi una cappella a servizio dell'oratorio. La struttura venne inaugurata il 18 marzo 1944 dall'arcivescovo milanese Alfredo Ildefonso Schuster.
L'edificio viene semplicemente chiamato "chiesetta" dai Boffaloresi.
L'interno, scandito da colonne in granito e volte a crociera, dispone di una navata centrale e due laterali, rispecchiando perfettamente la struttura della tipica stalla nobiliare settecentesca. Esternamente l'ingresso è delimitato dalla pubblica strada attraverso un delicato triportico con cancello in ferro battuto che conduce al portale della cappella, contornato in granito, sovrastato da una finestra a lunetta ed affiancato da quattro monofore. All'inaugurazione della struttura venne posta sul fronte della cappella una targa commemorativa che così recita:
| LA VIGILIA DI SAN GIUSEPPE XVIII MARZO MCMXLIV MENTRE LA GUERRA MONDIALE DILANIAVA L'ORBE IL CARDINALE ILDEFONSO SCHUSTER ARCIVESCOVO DI MILANO CONSACRAVA L'ALTARE DI QUESTA BASILICA ALLA SANTA FAMIGLIA NAZARENA GESU', MARIA, GIUSEPPE. |

### Architetture civili

#### Grangia certosina

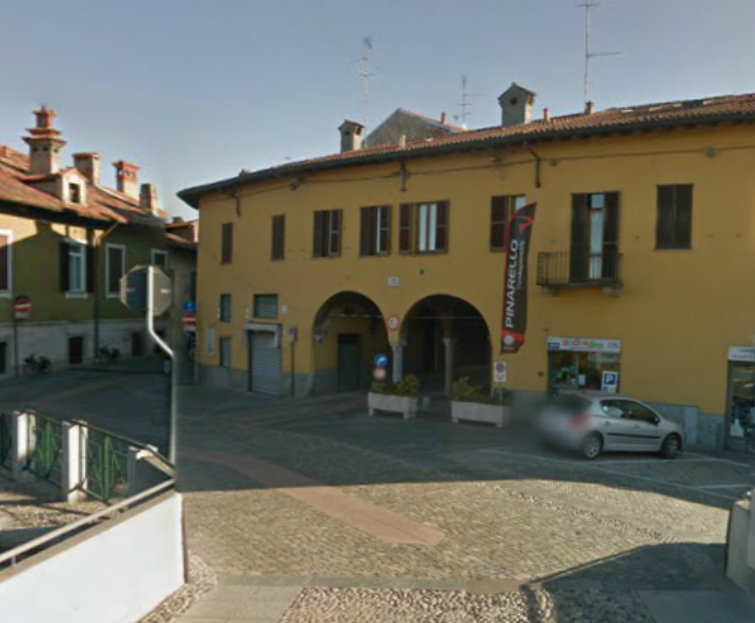
I portici della grangia certosina di Boffalora sopra Ticino

Una delle costruzioni civili e produttive più significative di Boffalora sopra Ticino è indubbiamente la grangia certosina.
Nel 1396 il duca milanese Gian Galeazzo Visconti, donò numerosi terreni ai Certosini perché costruissero a Pavia la famosa certosa. Oltre a queste donazioni, il Visconti lasciò ai certosini anche diversi terreni e strutture in Boffalora ove i monaci si stabilirono fondando una grangia, ovvero un comunità dedita alla lavorazione dei fertili campi che attorniavano l'abitato. Per avere la massima visibilità e comodità nell'accessibilità alle principali vie di comunicazione, le strutture che i certosini eressero in paese vennero poste nei pressi del Naviglio, costruendo gli attuali portici quattrocenteschi noti per le volte a crociera in mattone a vista, poggianti su splendide colonne di granito con capitelli scolpiti.
Evolvendosi l'insediamento dei certosini portò allo sviluppo di un'osteria con alloggio (divenuta poi stazione di posta) che nell'Ottocento venne utilizzata come dogana dal governo austriaco per il punto strategico di passaggio nei pressi del ponte sul Naviglio Grande.

#### Palazzo comunale e fabbricati di piazza 4 giugno

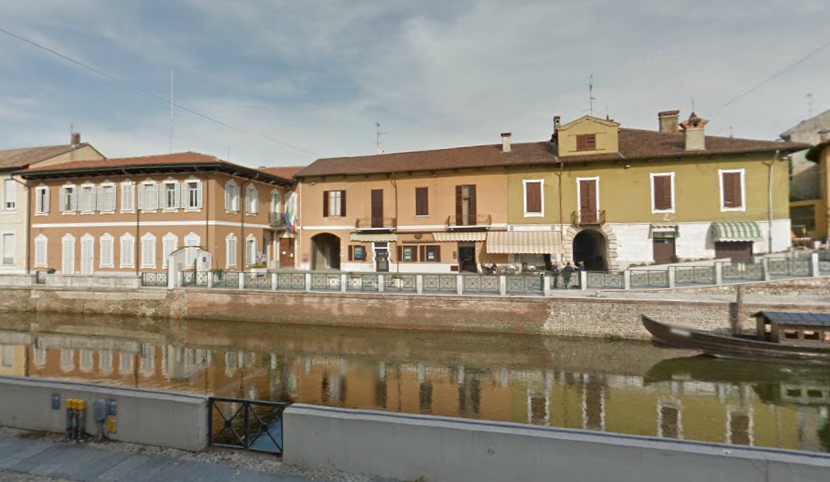
Veduta di piazza 4 giugno: sulla sinistra il palazzo comunale, a destra, col portone a bugnato, le dipendenze dell'ex grangia certosina

La struttura che ospita oggi gli uffici amministrativi del comune di Boffalora sopra Ticino ed altre abitazioni nella piazza 4 giugno è la prosecuzione dell'insediamento certosino in paese.
Con l'evolversi del loro insediamento stabile, i certosini formarono nell'attuale piazza un'osteria di maggiori dimensioni denominata "Osteria di Sant'Antonio" ed una più piccola detta "Osteria della Croce Bianca". Sull'ingresso di quest'area di pertinenza dei certosini, si nota uno splendido portone a bugnato che conduce ad un prezioso ed antico scalone che conduce ai piani superiori ove si trovava un tempo anche una cappella. Con la conversione della grangia a stazione di posta, molti degli ambienti subirono modifiche interne di destinazione d'uso, pur mantenendo alcuni elementi decorativi significativi che ancora oggi si possono notare come ad esempio una splendida lapide in marmo con incise le lettere GRA-CAR (Gratiarum Carthusia - Certosa delle Grazie). Furono gli spagnoli dal primo Seicento a potenziare notevolmente il servizio postale e quindi il ruolo di Boffalora come stazione per il cambio cavalli e per lo smistamento della corrispondenza. Il servizio passò il 9 gennaio 1775 dal monastero della Certosa di Pavia alla famiglia Calderari che in città fece fortuna proprio grazie allo sviluppo del servizio postale, guadagnandosi il titolo di "Maestro di Posta" ereditario.
Con l'arrivo degli Austriaci, nel 1714, la stazione di posta divenne anche sede degli uffici doganali di confine e pertanto nella parte inferiore venne posta una pesa pubblica per le merci oltre ad una serie di ambienti ad uso dell'Imperial Regia Guardia di Finanza che vi rimase sino al 1859, soppiantata poi dagli uffici dell'Erario Civile che vi rimasero sino a fine Ottocento quando subentrò l'amministrazione comunale che vi pose la propria sede istituzionale.

#### Villa Calderari

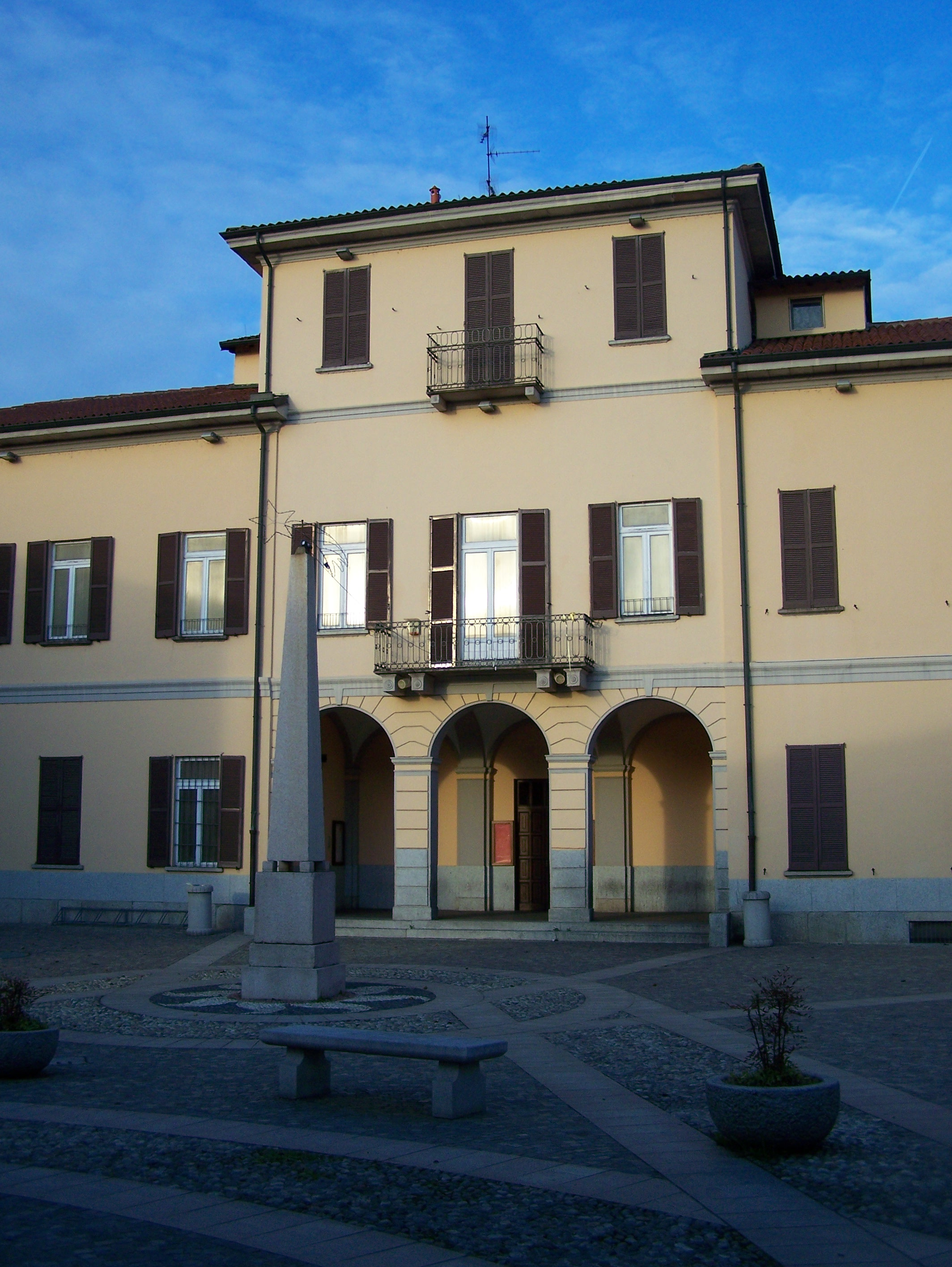
Villa Calderari vista dal cortile d'onore

Villa Calderari consiste in una grande villa settecentesca costruita su commissione del nobile Giulio Calderari, I conte di Palazzolo, ed articolata su un cortile centrale su cui si affaccia il corpo padronale a "U" con le dipendenze laterali che danno origine a due rispettivi ingressi e a due vie che consentono prospetticamente l'accesso alla corte d'onore, abbellita da un obelisco d'epoca. La facciata è ornata da un portico d'ingresso a tre campate con colonne in granito.
La villa è stata donata dagli ultimi discendenti della casata alla parrocchia nel 1938 ed oggi è sede dell'Oratorio e della Scuola Materna. Con l'affidamento alla parrocchia lo stabile venne ristrutturato ed attualmente poco rimane dell'arredamento interno del palazzo e anche gli ambienti sono stati perlopiù trasformati. Esternamente al palazzo, nell'attuale via Paolo VI, venne realizzata una cappella nelle antiche scuderie della villa che presentano splendide volte a crociera in muratura.
Il parco, molto vasto, contiene tra le molte piante anche un esemplare di Cedrus atlantica di 31 metri di altezza inserito nella lista degli alberi monumentali d'Italia. L'albero compare anche in mappe topografiche d'epoca. Un secondo albero simile è crollato alcuni anni fa durante una tempesta. In fondo al giardino è rimasto perfettamente conservato un originario padiglione del XIX secolo adibito un tempo a serra.

#### Villa Giulini

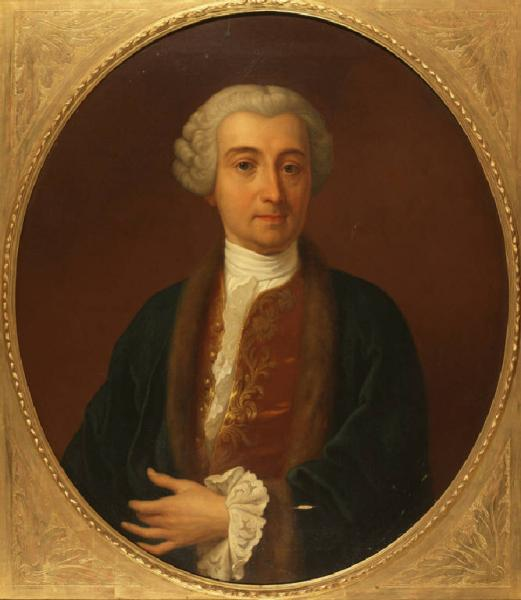
Giorgio Giulini, insigne storico milanese che a Boffalora aveva la propria villa di campagna

Ambientata su una collina naturale a ridosso del Naviglio Grande, villa Giulini è circondata ancora oggi da un grande parco ombreggiato che quasi ne nasconde la struttura.
La villa attuale si basa su una struttura già presente a metà Seicento di proprietà della famiglia dei conti Gera di Novara e precisamente di un ecclesiastico rappresentante di quella casata, l'abate Carlo Gera che ivi morì nel 1668. Questi lasciò l'abitazione al nipote, il conte Diego Gera che nel 1708 sposò la nobildonna Angela Sodarini avendo con lei due figli che però morirono in tenera età, seguiti poco dopo dal padre. Angela Sodarini si risposò quindi col conte milanese Giuseppe Giulini, col quale ebbe tra gli altri lo storico e scrittore conte Giorgio Giulini, portandogli in dote la casa.
La villa così come oggi la vediamo venne fatta costruire da Giorgio come sua residenza di campagna e già era pronta nel 1746 se apprendiamo che in quell'anno, il 12 ottobre, vi si celebrarono le nozze della sorella del conte, Laura. Morto lo storico Giulini, la famiglia si disinteressò quasi della proprietà e per questo fu facile per le truppe napoleoniche occupare la casa nel 1796 nell'ambito della conquista dell'Italia settentrionale sulla scia dei fatti della Rivoluzione francese. I soldati utilizzarono la villa come punto strategico a guardia del passaggio sul ponte ed essa servì dapprima come caserma e poi come ospedale.
Nel 1866 la villa venne acquistata dal possidente Giuseppe Belloli che la abitò per alcuni anni, trascurandola però completamente dati gli alti costi per le riparazioni necessarie. All'inizio del Novecento, una componente della famiglia Belloli sposò il dottor Pietro Pavesi e gli portò in eredità l'abitazione. La famiglia Pavesi prese la villa come propria abitazione, restaurandola e riportandola al suo antico splendore. Nel 1944 la villa venne occupata dai nazisti che vi istituirono il locale comando tedesco. Nel 1948, alla morte dell'ultimo membro della famiglia Pavesi, la villa venne donata all'Istituto della Fanciullezza Abbandonata di Milano che la utilizzò per un decennio come colonia estiva per i bambini assistiti. Dagli anni '80 la villa venne affidata in comodato d'uso all'amministrazione comunale sino al 2009, venendo utilizzata come luogo di manifestazioni culturali e ritrovo.
Nel 2022 dopo un lungo periodo d’abbandono la villa è stata venduta dall’ente della fanciullezza abbandonata a privati.
La struttura presenta un corpo centrale a pianta rettangolare su due piani orientato verso il Naviglio Grande con una facciata arricchita da un portico a tre campate, sorretto da colonne neoclassiche di granito rosa di Baveno.
La villa è stata dichiarata monumento nazionale.

#### Casa Carena

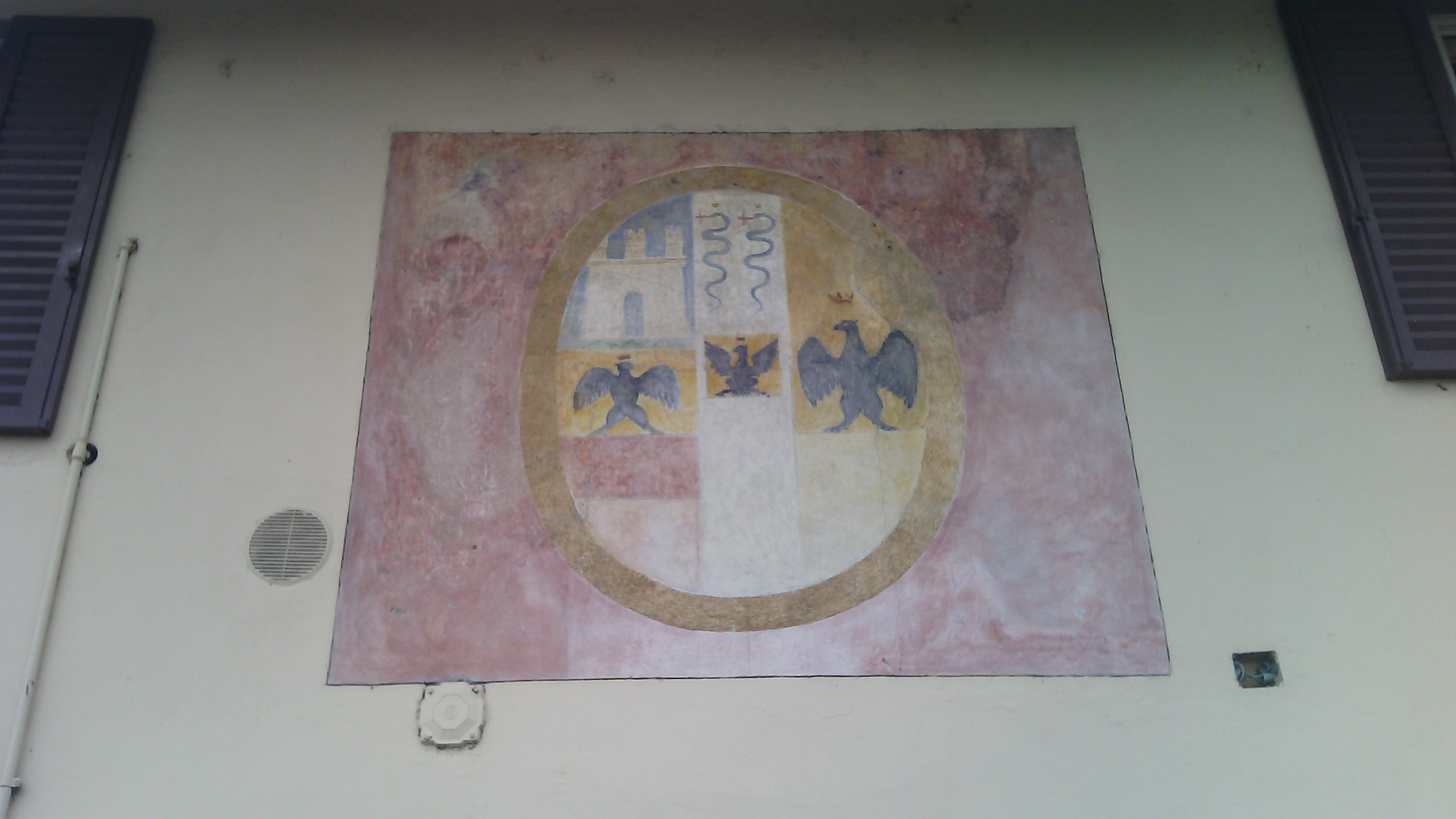
Stemma della famiglia Carena affrescato sulla loro casa boffalorese

L'antica casa, un tempo di proprietà della famiglia dei Carena, di origini pavesi, è posta all'estremità dell'abitato di Boffalora sopra Ticino, con facciata lungo il Naviglio Grande (provenendo da Bernate Ticino). Nel Settecento l'abitazione, all'epoca di modesta condizione, era annoverata tra i possedimenti del marchese Villani-Novati che la vendette quindi ai Carena.
Lo stabile era composto da una casa d'abitazione con annesse pertinenze coloniche in cortile, mentre sul fronte gittante verso il Naviglio si trova ancora oggi un affresco del XVIII secolo che rappresenta appunto lo stemma della famiglia Carena. Sul medesimo muro esterno è stata posta nel 1944 una lapide marmorea che ricorda la donazione della casa alla parrocchia di Boffalora voluta per lascito testamentario dal sindaco Giuseppe Carena attraverso la moglie Antonietta.

#### Torrione medievale

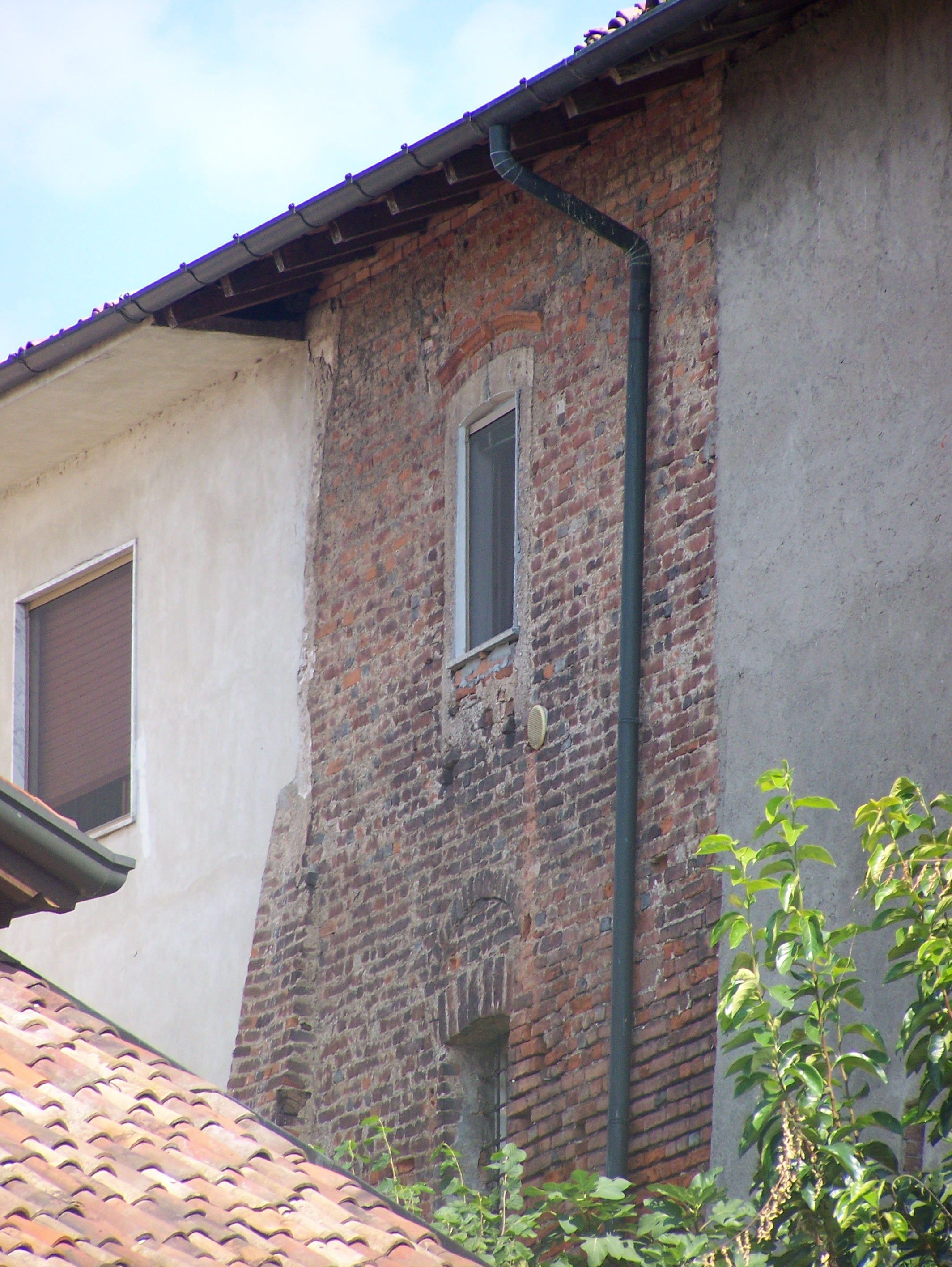
Resti dell'antica torre medievale oggi inglobati in abitazioni

L'unica traccia di costruzioni risalenti al periodo medievale giunta sino ai nostri giorni per l'abitato di Boffalora sopra Ticino è un torrione medievale oggi inglobato in altre strutture abitative. Esso è ad ogni modo ancora chiaramente visibile dal Naviglio Grande, nell'area adiacente alla grangia certosina.
La struttura era un'antica torre difensiva databile al XIII secolo ed includeva alla propria base quella che viene definita dai documenti d'epoca come la Taberna de Buffalora. La torre venne utilizzata nel 1245 per difendere la popolazione boffalorese dagli attacchi dell'imperatore Federico II (nipote del più famoso Federico Barbarossa) che irruppe nel milanese per conquistarne la capitale, tentando di oltrepassare il ponte proprio a Boffalora.

#### Filanda Mylius

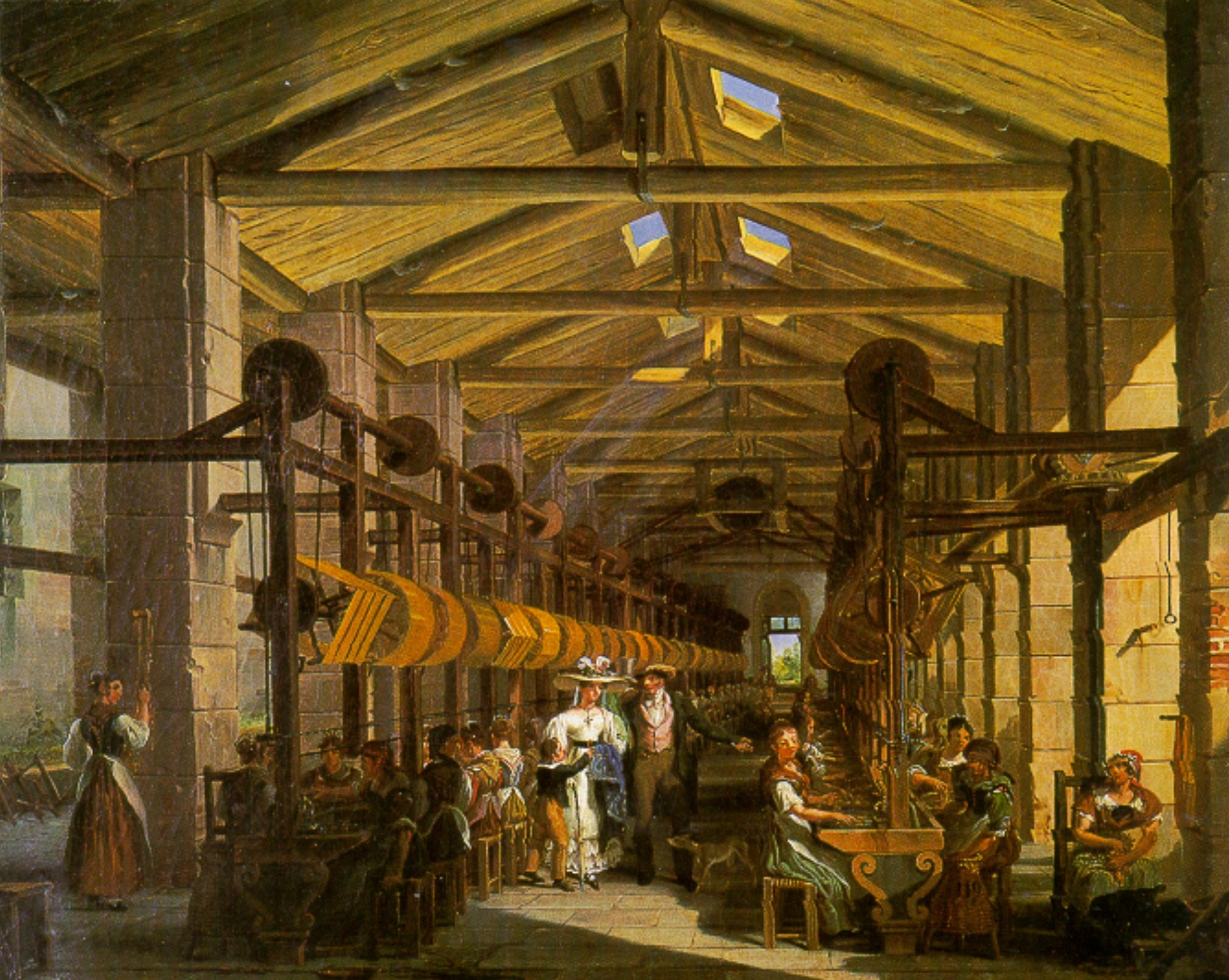
La filanda Mylius di Giovanni Migliara, 1828. Questo quadro venne commissionato da Enrico Mylius al pittore Migliara per illustrare l'ambiente di lavoro nella sua filanda di Boffalora.

Uno dei migliori esempi di archeologia industriale di Boffalora sopra Ticino è senz'altro l'antica filanda Mylius, una possente struttura a pianta rettangolare disposta su tre piani ed illuminata da una grande serie di finestroni. Essa venne fatta costruire nel 1778 dai padri della Certosa di Pavia su terreni acquistati dai conti Caccia di Novara. Il complesso venne successivamente venduto all'industriale Enrico Mylius che nel 1807 vi accoglieva già 134 dipendenti e che aveva saputo sviluppare un complesso sistema di macchinari brevettato dal figlio, Giulio, per la lavorazione della seta, funzionanti ad acqua grazie alla presenza della vicina Roggia Cornice ed alla grande disponibilità di questo elemento su tutto il territorio boffalorese.

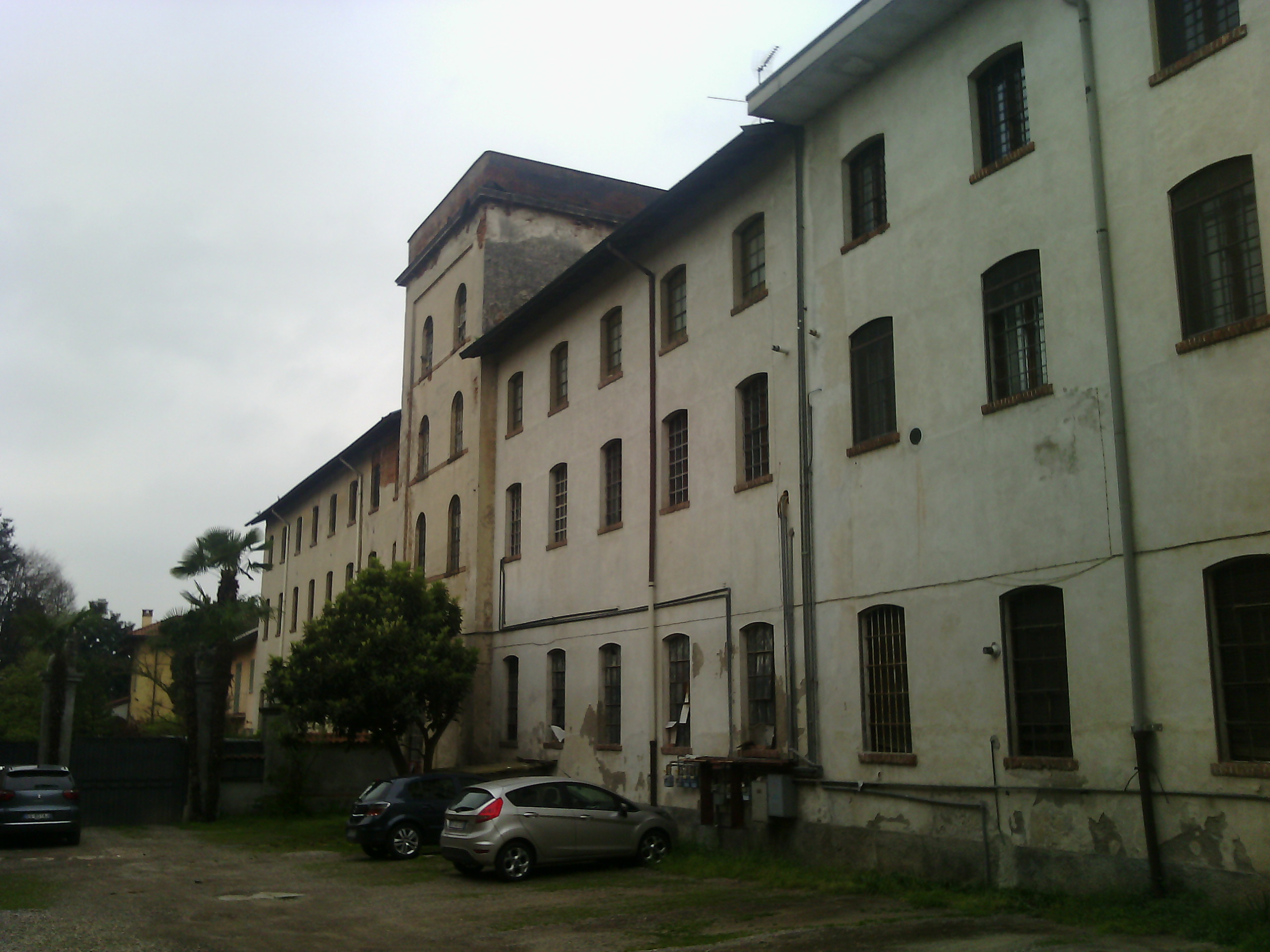
La filanda Mylius oggi

La particolarità della filanda di Boffalora nel quadro della produzione del Mylius era il fatto che essa rappresentava un vero e proprio passo avanti per la scienza della lavorazione della seta dell'epoca: qui era infatti stato sperimentato il metodo della filatura "a freddo" il quale consentiva di produrre seta di maggiore qualità evitando il consumo di energia, servendosi al posto del fuoco vivo, di una caldaia centrale allo stabilimento che inviava acqua già calda nelle bacinelle dalle quali poi venivano tratti i bozzoli. A Boffalora si stabilì anche il chimico tedesco Antonio de Kramer che venne qui accolse nel 1827 l'inviato del governo prussiano, Wilhelm von Türk, chiamato a studiare i nuovi metodi di produzione, lavorazione e tintura della seta nello stabilimento locale.
La filanda ha concluso la propria attività nel 1963.

#### Folla della carta

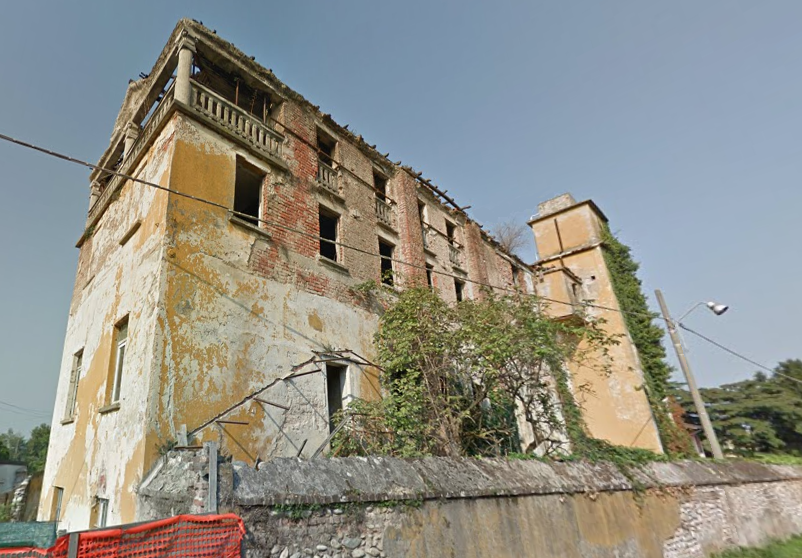
La folla della carta in località Magnana

Nei pressi della località Magnana, all'estrema periferia sud dell'abitato di Boffalora sopra Ticino, si trova l'antica folla della carta (cartiera), da cui appunto il nome alternativo della località, denominata anche Folletta.
L'edificio attualmente presente risale all'Ottocento, ma si sa con certezza che esso venne costruito sulle fondamenta di una più antica folla della carta sorta a metà Seicento e di proprietà all'epoca dei conti Caccia di Novara. Successivamente, quando la produzione della carta in loco entrò in crisi, la proprietà passò alla famiglia Calderari che vi instaurò una tessitura collegata con la filanda Mylius, posta a breve distanza. La filanda, chiusa nel 1948, si trova oggi in stato di abbandono.

#### Ponte sul Ticino

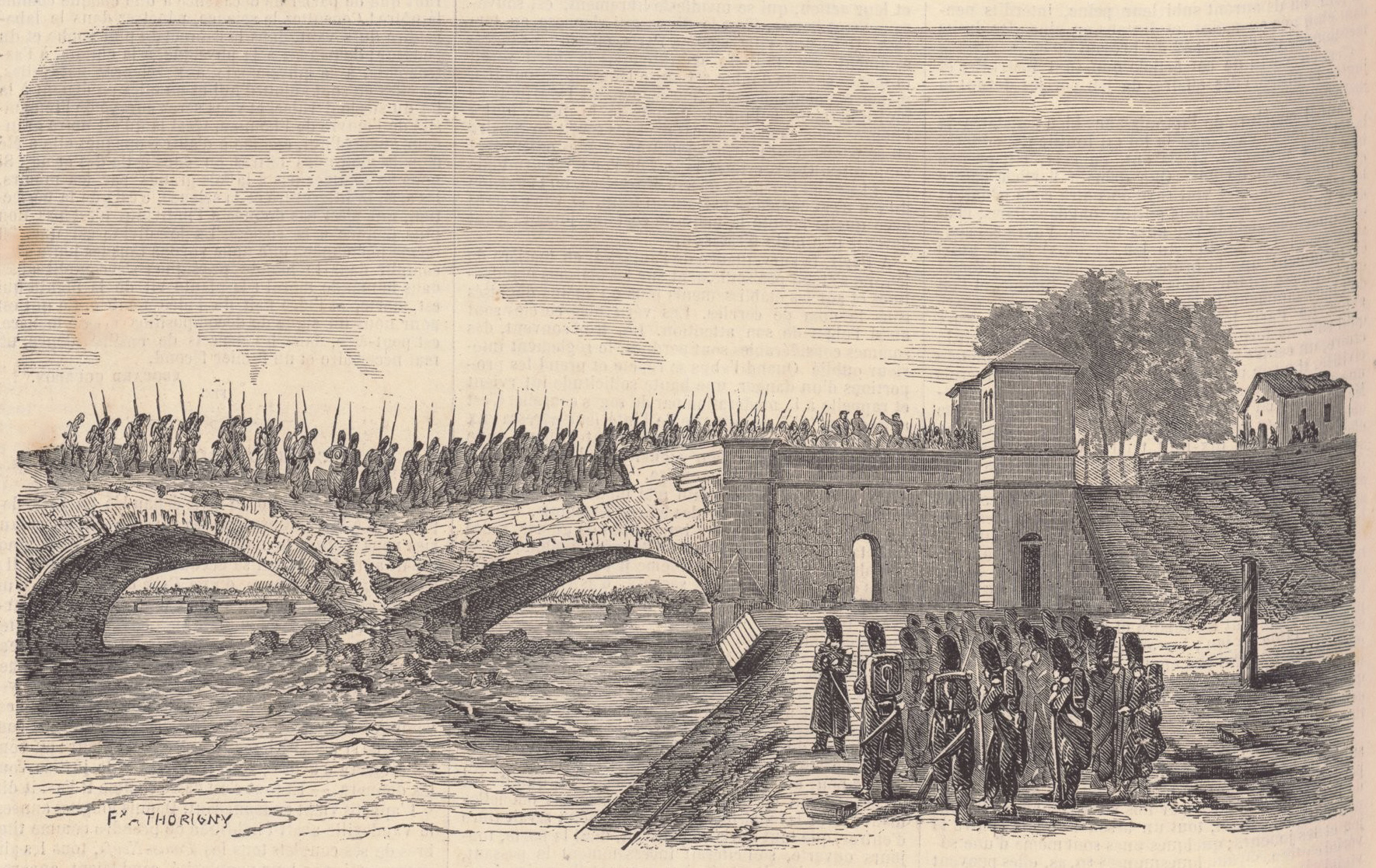
Il ponte sul Ticino durante l'attraversamento dei franco-piemontesi nei prodromi della Battaglia di Magenta.

Il ponte attualmente presente nel territorio di Boffalora sopra Ticino e confinante col Piemonte, è uno dei ponti più significativi dell'area per antichità, eventi storici correlati e funzione sociale ed economica ad esso legate. Esso venne voluto nel 1808 da Napoleone Bonaparte per agevolare i collegamenti tra la Francia e l'Italia dal momento che dalla sua proclamazione a imperatore nel 1805, Milano aveva assunto un ruolo fondamentale come capitale del Regno d'Italia.
La prima fase di costruzione voluta dal Bonaparte, si concluse però con la sua caduta nel 1813 ed i lavori vennero ripresi solo nel 1823 da Carlo Felice di Savoia, re di Piemonte-Sardegna, il quale raggiunse un accordo con l'impero austriaco per riprendere il progetto e ripartire anche i costi. L'opera, colossale nelle dimensioni, venne affidata all'ingegnere novarese Stefano Ignazio Melchioni che realizzò un ponte di 304 metri totali di lunghezza, con 11 arcate e 10 piloni, interamente rivestito di granito di Montorfano. Il costo fu di 3215 lire austriache. In questa seconda fase dei lavori il ponte venne concepito per il transito ferroviario e quando il 18 ottobre 1858 venne raggiunto un accordo per la costruzione della rete ferroviaria comune tra Piemonte e Lombardo-Veneto, la Lombardisch-Venetianische und Central-Italienische Eisenbahn si occupò della costruzione del tratto passante sopra il ponte del Ticino che, ironia della sorte, fu uno dei principali punti di invasione dei franco-piemontesi durante la Battaglia di Magenta dell'anno successivo.
Malgrado sia stato più volte sul punto di essere fatto saltare, il ponte rimase indenne e superò gli anni della seconda guerra mondiale, assistendo alla ritirata tedesca e l'avanzata degli alleati nel territorio del milanese.

#### Ponte sul Naviglio

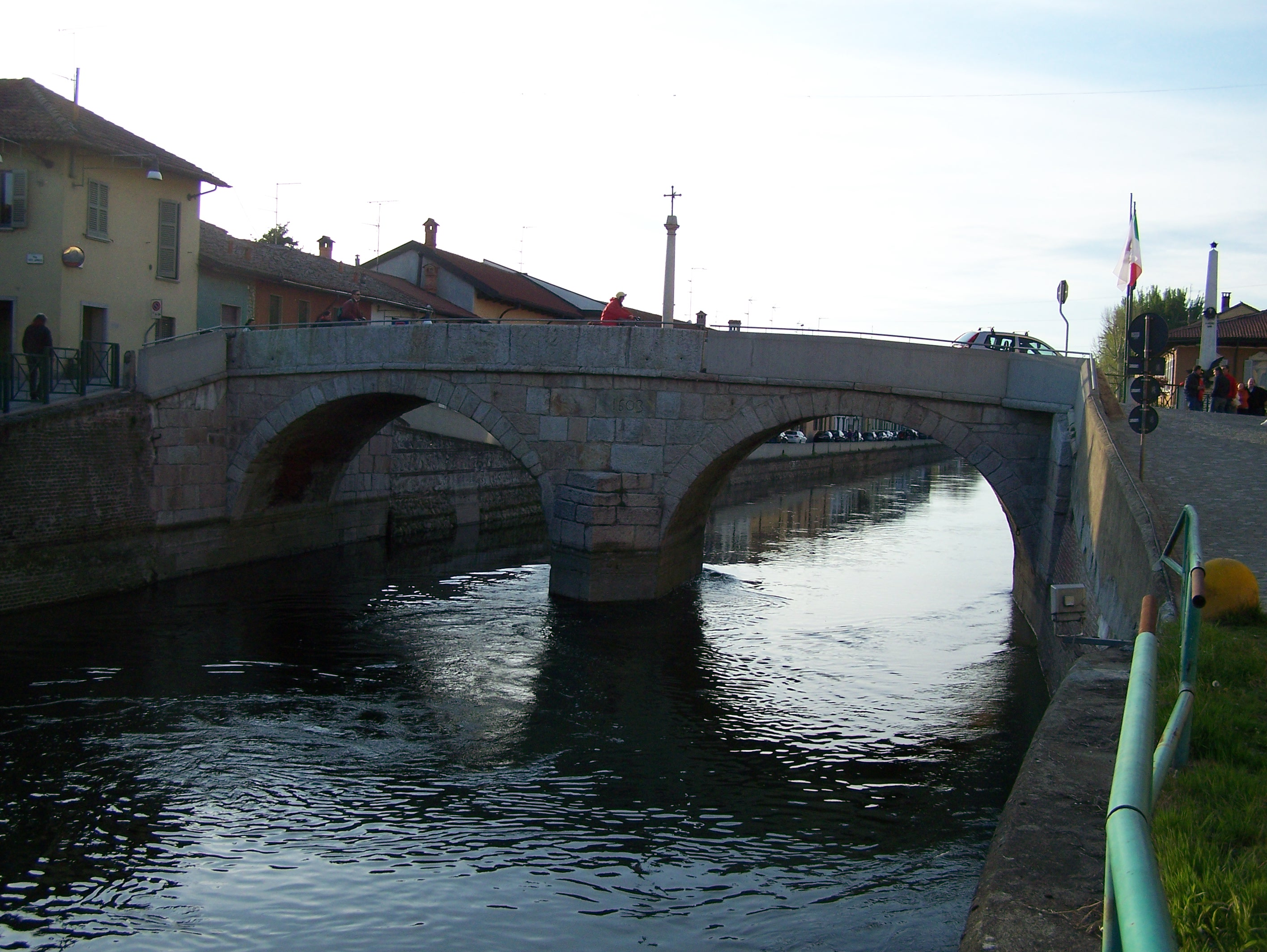
Il ponte sul Naviglio Grande, datato secondo una pietra ancora oggi visibile al 1603

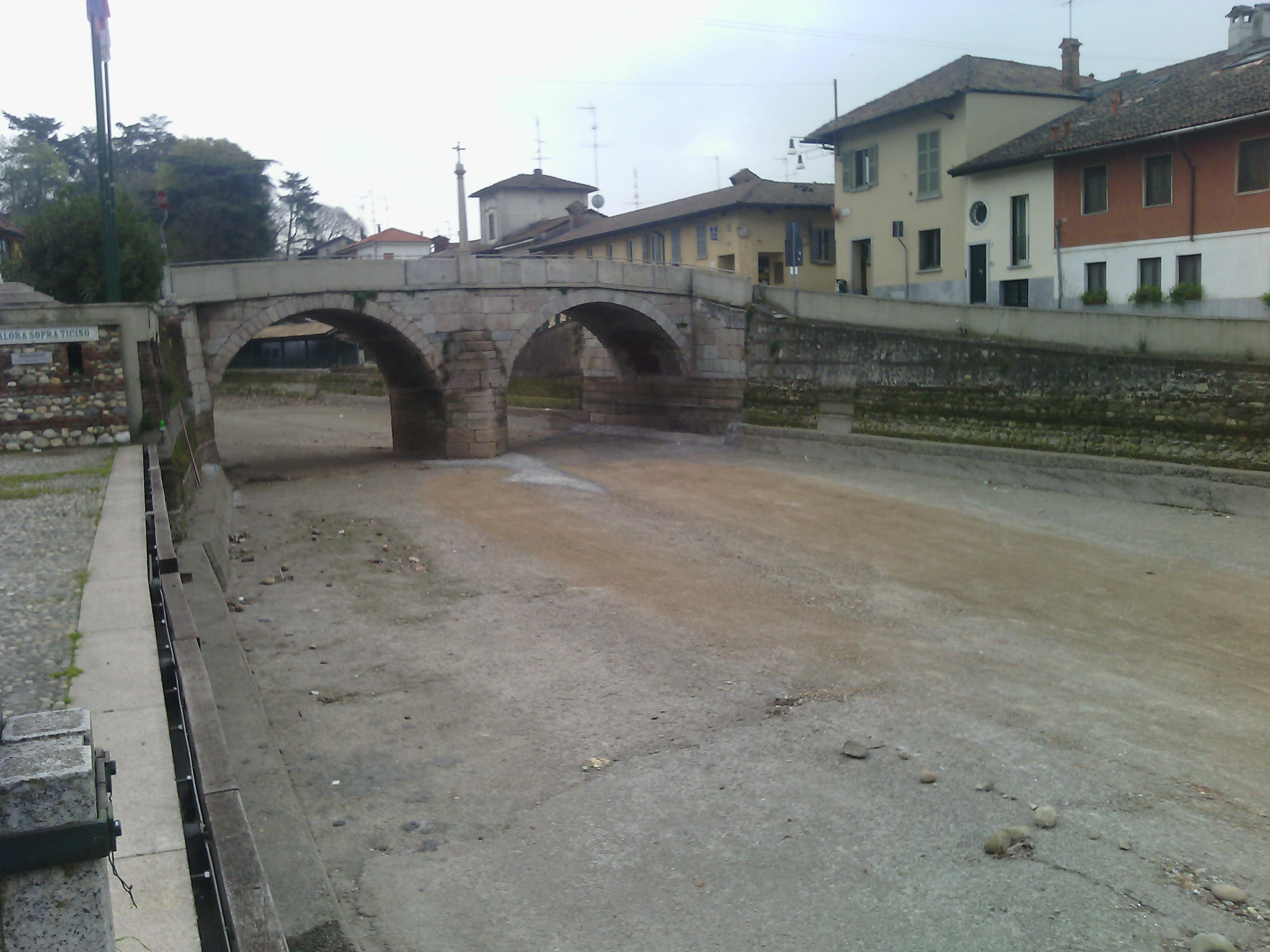
Il ponte sul Naviglio Grande durante l'asciutta 2015/2016

Il ponte sul Naviglio grande, nel pieno centro storico di Boffalora sopra Ticino, è uno dei tratti più caratteristici del paese e della sua storia.
Un ponte, originariamente in legno, esisteva sul tratto oggi occupato dal ponte in granito già a partire dall'epoca medievale, ma doveva essere periodicamente ricostruito o restaurato per i continui danni che il copioso traffico che lo oltrepassava causava sulla struttura. Per una maggiore sicurezza della comunità e dei commercianti, il comune di Boffalora decise nel 1539 di inviare al governo spagnolo una richiesta per la costruzione di un ponte in muratura, richiesta che rimase disattesa sino al 1601 quando venne raggiunto un accordo. Nel periodo di circa un mese, durante il periodo dell'asciutta in primavera (marzo-aprile 1603), il ponte venne costruito nelle forme che si possono ancora oggi ammirare. A tal proposito sul fronte e sul retro del ponte si trovano ancora oggi una pietra con incisa la data "1603".
Per lungo tempo, il passaggio delle barche attraverso il ponte sul Naviglio fu soggetto al pagamento di un dazio. Uno dei pilastri del ponte reca i segni dell'usura dovuta allo sfregamento con le funi che permettevano alle stesse barche di risalire la corrente. Dallo stesso ponte partiva inoltre il cosiddetto barchett, ossia un'imbarcazione che serviva come mezzo di trasporto per tutti coloro che erano in viaggio da e verso Milano.
Il ponte rimase inalterato per secoli sino al 1859 quando, nell'ambito della Battaglia di Boffalora del 3 giugno metà di questo attraversamento venne fatto saltare dagli austriaci nel tentativo di arginare l'avanzata franco-piemontese.

### Monumenti

#### Monumento ai Caduti del 4 giugno 1859

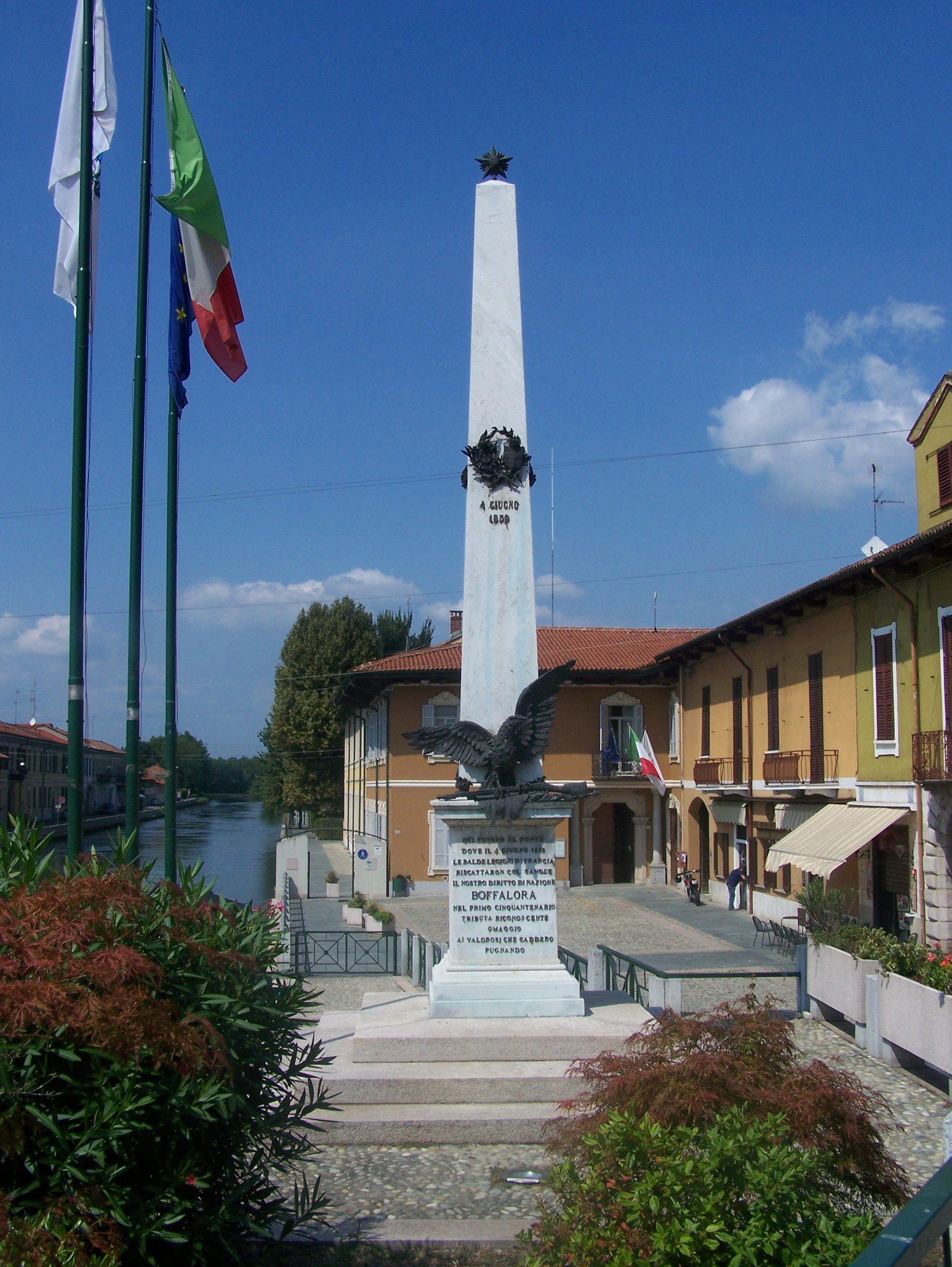
Il monumento ai caduti della Battaglia di Magenta e di quella di Boffalora.

Il monumento ai caduti della Battaglia di Magenta svoltasi il 4 giugno 1859 presente a Boffalora sopra Ticino è un omaggio ai caduti della vicina battaglia ed a quella svoltasi in paese in quell'anno. L'idea di costruire un monumento pervenne ad un comitato di cittadini in occasione del 50º anniversario della battaglia risorgimentale nel 1909 e questi venne pertanto realizzato grazie ad una sottoscrizione pubblica. Il 4 giugno 1909 il monumento venne inaugurato dal duca Tommaso di Savoia-Genova in rappresentanza del governo, dal sindaco dell'epoca Giuseppe Cattaneo per la comunità di Boffalora e dal colonnello Jullian in rappresentanza della Francia.
Il monumento si presenta composto da un obelisco di marmo bianco con sul fronte una placca in bronzo rappresentante un'aquila con un fucile tra gli artigli e venne realizzata dallo scultore trecatese Carlo Perone. L'epigrafe ancora oggi presente e dedicata ai caduti del 4 giugno 1859 venne composta dal prof. Michele Scherillo dell'Accademia Scientifica Letteraria.

#### Monumento ai caduti

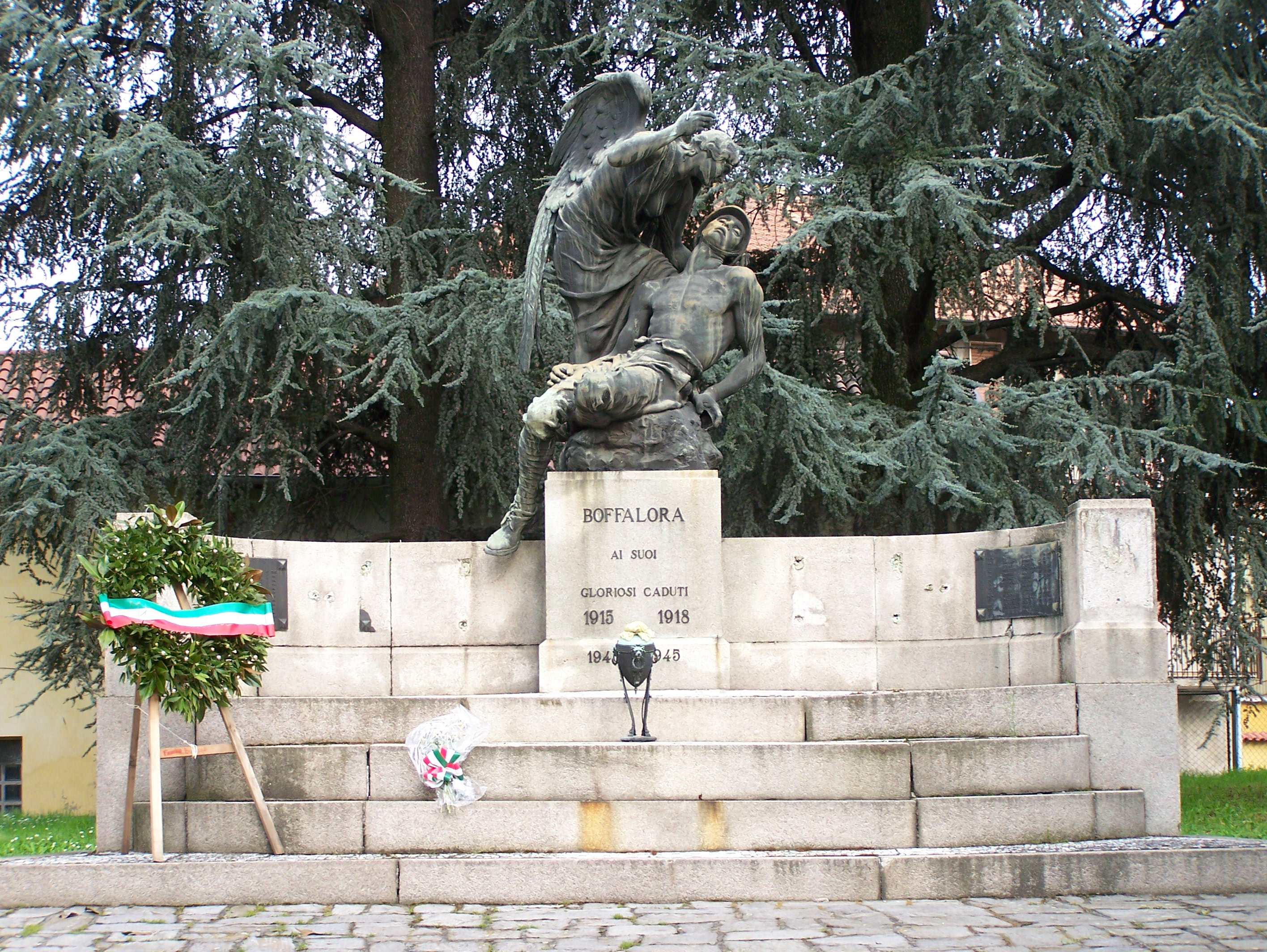
Il monumento ai caduti di Boffalora sopra Ticino, realizzato nel 1920 da Nicola Fiore

Il monumento ai caduti di Boffalora sopra Ticino venne pensato inizialmente per essere dedicato ai caduti della prima guerra mondiale ed il progetto venne abbozzato in questo senso già a partire dal 1920 ad opera dello scultore pugliese Nicola Fiore; questi realizzò un grande complesso di statue bronzee ancora oggi visibile, rappresentanti "La Vittoria alata che sorregge un fante caduto sul fronte", che venne posto all'incrocio della via principale che dal centro del paese conduce verso la vicina città di Magenta, passando a fianco del camposanto locale.
Il monumento venne infine inaugurato il 31 agosto 1926 con l'aggiunta di un grande basamento di granito sul quale, dopo la fine della seconda guerra mondiale, vennero aggiunti anche i nomi dei caduti del secondo conflitto.

### Cimitero
Il cimitero di Boffalora sopra Ticino, realizzato nel luogo attuale a partire dall'inizio del XIX secolo con la realizzazione della nuova chiesa parrocchiale nel centro del paese, venne eretto in esecuzione dell'Editto di Saint Cloud voluto da Napoleone Bonaparte.
Presso il cimitero di Boffalora sopra Ticino, oltre a personaggi di spicco come la pittrice Amanzia Guérillot, moglie di Angelo Inganni, ed a mons. Teofano Ubaldo Stella, primo vicario apostolico nel Kuwait, il 14 settembre 1944 venne sepolto il corpo del tenente pilota americano Harry A. Partridge, colpito dalla contraerea tedesca sul fiume Ticino ed in seguito precipitato presso la lanca di Bernate Ticino. Recuperato dai locali, venne sepolto nel cimitero di Boffalora il giorno successivo.

### Altri luoghi
- Alzaia del Naviglio, una parte della pista ciclabile che collega Somma Lombardo a Milano lungo il Naviglio Grande e il Ticino

## Società

### Evoluzione demografica
Nel censimento austriaco del 1771, gli abitanti di Boffalora sopra Ticino risultavano essere 852, saliti a 910 nel 1794 e poi a 915 in epoca napoleonica, nel 1805. Con l'aggregazione di comuni vicini, nel 1809 gli abitanti risultavano essere saliti a 1774, scesi poi a 1598 nel 1853.
Abitanti censiti

### Etnie e minoranze straniere
Al 1º gennaio 2021 il numero dei residenti stranieri nel comune di Boffalora sopra Ticino era di 245 unità, pari al 6% della popolazione totale. Le nazionalità maggiormente rappresentate in base alla loro percentuale sul totale della popolazione residente sono:
- Egitto, 57
- Albania, 45
- Romania, 37
- Ucraina, 24
- Cina, 13

Nei dati ufficiali non sono considerati gli stranieri irregolari.

### Lingue e dialetti
Nel comune di Boffalora sopra Ticino è relativamente diffuso il dialetto milanese, mentre è molto presente il dialetto boffalorese. Come tutti i dialetti lombardi occidentali, anche il boffalorese è sostanzialmente una lingua romanza derivata dal latino. Alcuni studiosi vi hanno scorto tracce delle lingue dei popoli anteriori alla latinizzazione della regione, in particolare l'antico ligure e il gallico parlato dai Celti. Esso risente di influssi del dialetto magentino e del novarese.
Limitatamente diffusi sono anche i dialetti bresciano e camuno: a Boffalora, infatti, negli anni '60 giunsero moltissimi emigranti provenienti dalla Vallecamonica.

### Religione
La maggioranza della popolazione è cattolica. L'immigrazione di cittadini comunitari ed extra-comunitari ha portato all'insediamento di minoranze di musulmani e ortodossi.
Nel comune è presente una parrocchia cattolica ed un santuario appartenenti all'arcidiocesi di Milano.

### Tradizioni e folclore

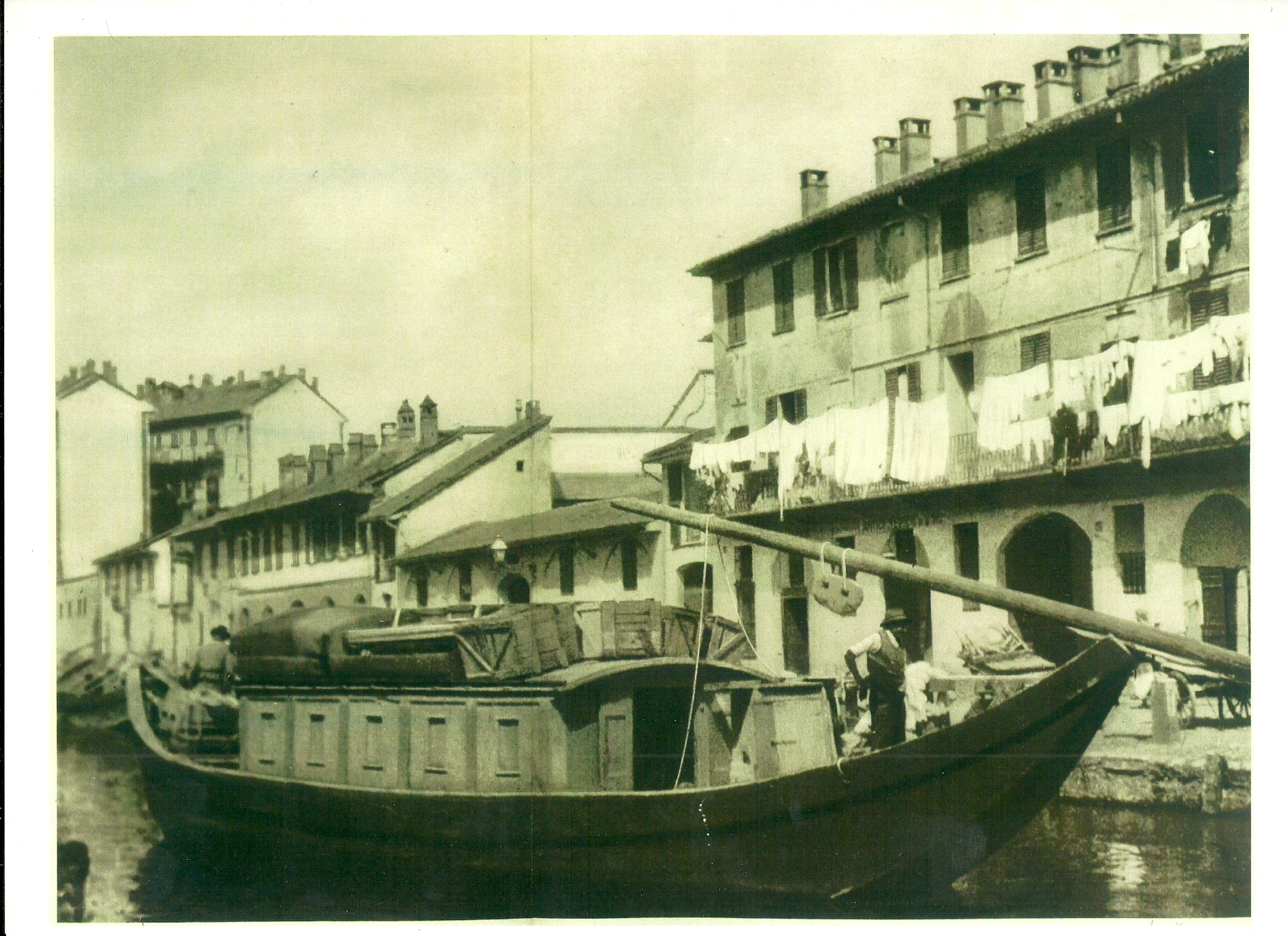
Il Barchétt da Bufalora a Milano

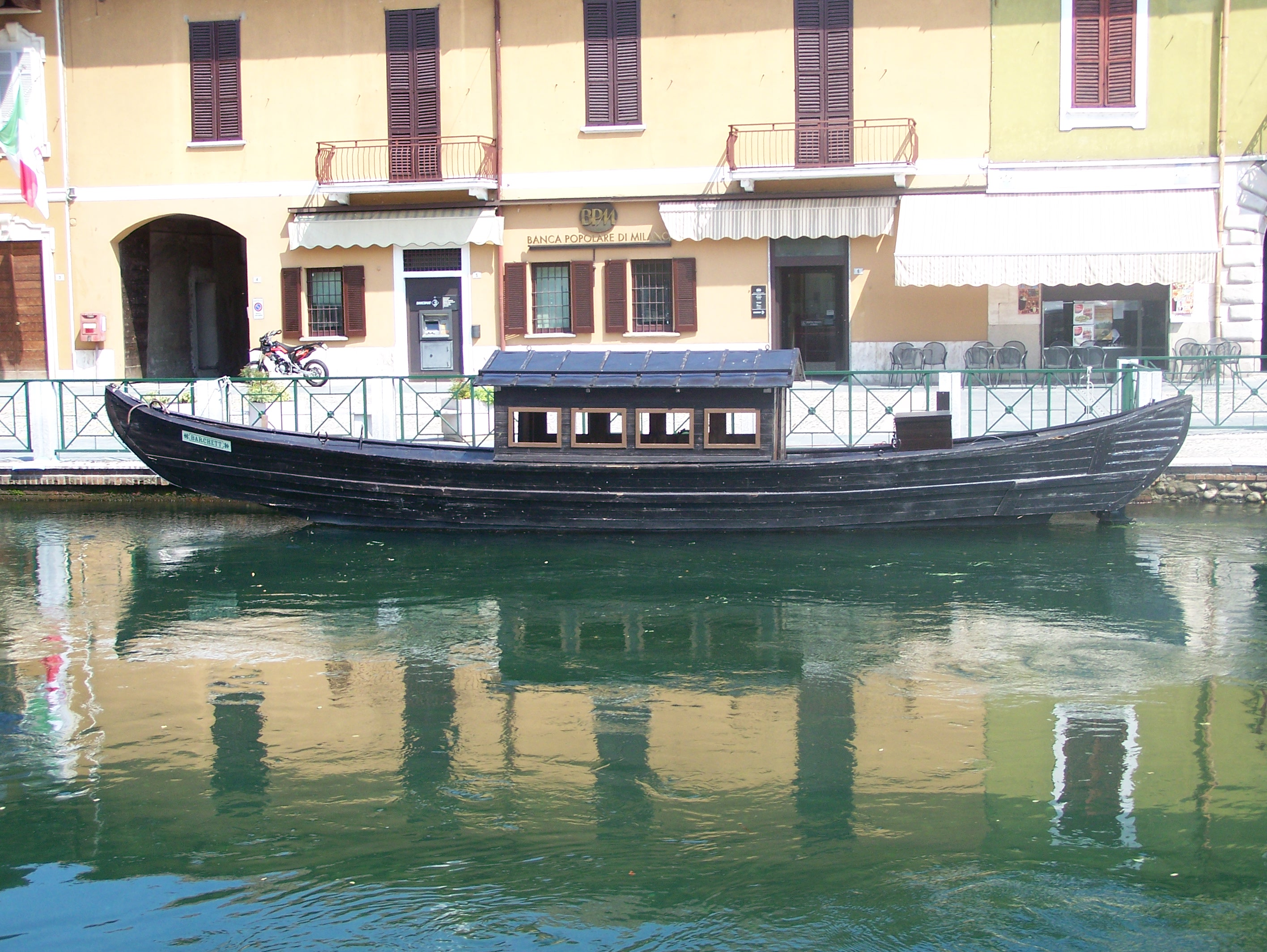
Il Barchétt da Bufalora ormeggiato al porto boffalorese oggi

- Celebrazione della festa patronale la prima domenica di agosto in occasione della festività di Santa Maria della Neve, patrona della chiesa parrocchiale.
- Nel mese di settembre si celebra la "Festa della Sùcia" (Festa della secca del Naviglio Grande) nelle varie piazze del paese e principalmente lungo le sponde del Naviglio.
- Dal 2007 è attiva la navigazione del Naviglio da fine aprile ai primi di settembre, il comune rientra nella linea 3 "delle delizie" ed è uno dei punti di imbarco lungo la linea; questa iniziativa sta avendo molto successo se si pensa che dal 2007 al 2009 gli utenti sono quasi triplicati infatti si parte da poco più di 2.000 viaggiatori a quasi 6.000 del 2009.

## Cultura

### Istruzione
- Asilo nido "Il piccolo Naviglio", piazza Falcone e Borsellino
- Scuola dell'infanzia "San Giuseppe", via privata Paolo VI
- Scuola primaria "Giovanni Paolo II", piazza Falcone e Borsellino
- Scuola secondaria di primo grado "Indro Montanelli", via Roma

### Musica
- Corpo Musicale Boffalorese
- Schola Cantorum parrocchiale
- Gruppo di canto gregoriano

### Media
A Boffalora sopra Ticino è stata dedicata la commedia dialettale El Barchétt de Boffalora dello scapigliato autore milanese Cletto Arrighi. La prima teatrale si tenne a Milano nel 1870 e vide nel contempo il debutto dell'attore Edoardo Ferravilla, scoperto dallo stesso Arrighi.
Boffalora è stata utilizzata come set cinematografico anche per una serie di produzioni tra cui:
- La primadonna di Ivo Perilli, 1942
- 2061 - Un anno eccezionale di Carlo Vanzina, 2007

Al paese ed al Naviglio Grande sono inoltre state dedicate una puntata di Linea verde con Patrizio Roversi e una puntata della serie Great Canal Journeys prodotta dall'emittente televisiva britannica Channel 4 con Timothy West e Prunella Scales.

## Geografia antropica
Il territorio comunale ha una forma rettangolare e confina ad ovest col fiume Ticino e col Piemonte (tramite il territorio comunale di San Martino di Trecate), a nord con Bernate Ticino, a est con Mesero ed a sud con Magenta. Milano, il capoluogo, dista una ventina di chilometri.

### Urbanistica
L'abitato boffalorese è diviso in due parti dalla presenza del canale del Naviglio Grande che ne ha condizionato lo sviluppo urbanistico; il centro storico ha mantenuto un assetto antico, modificata di poco nel corso dei secoli e rimasto perlopiù immutato dagli ultimi interventi del Settecento.

### Frazioni
All'interno dei confini comunali si trova un'unica frazione, quella di Ponte Nuovo, condivisa nell'amministrazione col vicino comune di Magenta e suddivisa territorialmente dal passaggio del Naviglio Grande. La parte di frazione spettante al territorio comunale di Boffalora sopra Ticino è definita anche Ponte Nuovo di Boffalora.

#### Altre località
Il territorio comunale di Boffalora sopra Ticino dispone di un'unica località non assimilabile a quartiere, La Magnana, posta lungo il corso dell'ex SS11.

## Economia
Al 2021 risultava occupato il 93,8% dei residenti di Boffalora sopra Ticino in età lavorativa.

### Agricoltura
I dati più significativi relativi all'agricoltura del territorio boffalorese, risalgono al primo Ottocento quando, secondo il censimento voluto da Napoleone, si apprende che gli abitanti registrati come residenti a Boffalora sopra Ticino erano in tutto 940 e che questi erano perlopiù impegnati nelle attività agricole (produzione di frumento, segale e vino) ed in arti collegate all'artigianato ed al commercio.
Il territorio comunale, in particolare nell'area della vallata tra il Naviglio ed il Ticino, è ancora oggi popolata da diverse cascine e mulini.

### Industria
Le prime avvisaglie proto-industriali si ebbero per Boffalora grazie alle attività connesse al naviglio Grande, ma un notevole apporto pervenne nel 1346 con la costruzione della Roggia Cornice ad opera della famiglia Crivelli, una grande bocca d'acqua che rifornì non solo l'agricoltura locale, ma permise anche lo sviluppo e la costruzione dei primi mulini per la lavorazione delle granaglie e della carta. La produzione e la lavorazione di carta, nello specifico, continuò a svilupparsi anche grazie all'apporto dei monaci certosini che divennero titolari di una delle due cartiere presenti in paese (il ducato di Milano ne contava all'epoca solo sedici in tutto). A fianco di queste attività, si ponevano un filatoio ed una filanda che, all'epoca del censimento napoleonico d'inizio Ottocento, occupavano in tutto 203 maestranze. Il territorio boffalorese conobbe una rapida e importante industrializzazione a partire dal 1871 quando l'industriale Giacomo Medici acquistò in blocco gli edifici dell'ormai ex dogana austriaca a Pontenuovo di Magenta, adattandoli ad accogliere l'industria di fiammiferi in legno e cera che divenne in seguito la S.A.F.F.A., una delle più importanti realtà industriali dell'intera area che cambiò radicalmente l'economia del paese. Pur trovandosi nel territorio comunale di Magenta, infatti, Boffalora era il centro abitato più vicino alla grande fabbrica, il che portò molti dei suoi abitanti a trovare occupazione nel settore industriale ed operaio.

### Turismo
Il settore turistico si è sviluppato in particolar modo nella seconda metà del Novecento quando la cittadina è divenuta destinataria di una serie di iniziative culturali locali, regionali e nazionali volte alla valorizzazione del suo territorio, in stretto legame col Naviglio Grande.

## Infrastrutture e trasporti
Il territorio Boffalorese è interessato dai collegamenti con le seguenti arterie stradali
- SS11 Milano-Novara
- Autostrada A4 Milano-Torino
- Strada statale 336 dell'Aeroporto della Malpensa

## Amministrazione
Di seguito viene riportata la serie cronologica dei sindaci del Comune di Boffalora sopra Ticino dall'Unità d'Italia ad oggi.

### Sindaci durante ilRegno d'Italia
| consiliatura | nome                    | carica  | dal  | al                 | partito                    | anno e luogo di nascita      | anno e luogo di morte        | note                                                               |
| ------------ | ----------------------- | ------- | ---- | ------------------ | -------------------------- | ---------------------------- | ---------------------------- | ------------------------------------------------------------------ |
|              | ...                     |         |      |                    |                            |                              |                              |                                                                    |
|              | Francesco Calderari     | sindaco | ?    | in carica nel 1873 |                            |                              |                              | Nobile, Cavaliere dell'Ordine della Corona d'Italia                |
|              | ...                     |         |      |                    |                            |                              |                              |                                                                    |
|              | Alessandro Bruschetti   | sindaco | ?    | 1892               |                            |                              |                              | Ingegnere, Cavaliere dell'Ordine della Corona d'Italia             |
|              | Giuseppe Carena         | sindaco | 1892 | 1898               | Destra storica             | 1818, Boffalora sopra Ticino | 1898, Boffalora sopra Ticino | Medico                                                             |
|              | Giuseppe Carena         | sindaco | 1898 | 1902               | Destra storica             |                              | 1902, Boffalora sopra Ticino | Figlio del precedente, Cavaliere dell'Ordine della Corona d'Italia |
|              | Ernesto Baroli          | sindaco | 1902 | 1907               | Destra storica             |                              |                              |                                                                    |
|              | Giuseppe Cattaneo       | sindaco | 1907 | 1912               | Destra storica             |                              |                              |                                                                    |
|              | Carlo Magnaghi          | sindaco | 1913 | 1920               | Destra storica             |                              |                              |                                                                    |
|              | Enrico Bollesina        | sindaco | 1920 | 1926               | Destra storica             |                              |                              |                                                                    |
|              | Enrico Giuseppe Colombo | podestà | 1926 | 1929               | Partito Nazionale Fascista |                              |                              |                                                                    |
|              | Temistocle Lazzari      | podestà | 1929 | 1945               | Partito Nazionale Fascista |                              |                              | Cavaliere del Lavoro, direttore generale della SAFFA               |

### Sindaci durante laRepubblica Italiana
| consiliatura       | nome                  | carica  | dal        | al         | partito                           | anno e luogo di nascita      | anno e luogo di morte        | note |
| ------------------ | --------------------- | ------- | ---------- | ---------- | --------------------------------- | ---------------------------- | ---------------------------- | ---- |
| I                  | Enrico Cucchi         | sindaco | 1945       | 1946       | Partito Comunista                 |                              |                              |      |
| II                 | Giulio Pollini        | sindaco | 1946       | 1951       | Democrazia Cristiana              |                              |                              |      |
| III                | Secondo Manfrinotti   | sindaco | 1952       | 1963       | Democrazia Cristiana              |                              |                              |      |
| IV                 | Franco Barengo        | sindaco | 1964       | 1975       | Democrazia Cristiana              | Boffalora sopra Ticino, 1921 | Boffalora sopra Ticino, 2006 |      |
| V/VI/VII/VIII/IX/X | Umberto Re            | sindaco | 1975       | 1999       | Democrazia Cristiana              | Boffalora sopra Ticino       | Boffalora sopra Ticino, 2001 |      |
| XI/XII             | Anna Maria Garavaglia | sindaco | 1999, 2004 | 2004, 2009 | Insieme nel 2000 (Centrosinistra) | Magenta, 25-03-1962          |                              |      |
| XIII/XIV           | Curzio Trezzani       | sindaco | 2009, 2014 | 2014, 2019 | Lega Nord-PdL                     | Cuggiono, 19-09-1973         |                              |      |
| XV                 | Sabina Doniselli      | sindaco | 2019       | in carica  | Lega Nord-PdL                     | Magenta, 24-12-1985          |                              |      |

## Sport
Nella città sono presenti le seguenti associazioni sportive:
- C.G. Boffalorese (calcio)
- Associazione Pescatori Boffaloresi
- Bocciofila Boffalorese
- Boffalora Bike
- Club Alpino Italiano (rifugio a Carcoforo)
- Sportiva Boffalorese (Basket Boffalora - CBC Corbetta)
- A.S. Jissen Dojo Karate Boffalora
- Boffalorello ASD ARL (Polisportiva)

### Impianti sportivi
A Boffalora sopra Ticino l'impianto più importante è il Centro Sportivo "Umberto Re", costruito alla fine degli anni settanta del Novecento, dedicato all'omonimo sindaco scomparso nel 2001.
All'interno dell'oratorio locale è presente un grande campo da bocce professionale, un campo da basket/pallavolo e due campi da calcio dotati di erba sintetica (uno tra i primi ad essersi dotati di tale tecnologia).